# Amazonas
Amazonas é uma das 27 unidades federativas do Brasil. Está situado na Região Norte, sendo o maior estado do país em extensão territorial, com uma área de 1 559 167,878 km², constituindo-se na nona maior subdivisão mundial, sendo maior que as áreas da França, Espanha, Suécia e Grécia somadas. Seria o décimo sexto maior país do mundo em área territorial, pouco superior à Mongólia. É maior que a região Nordeste, e maior que as regiões Sul e Sudeste juntas, e equivale a 2,25 vezes a área do estado norte-americano do Texas. A área média de seus 62 municípios é de 25 335 km², superior à área do estado brasileiro de Sergipe. O maior de seus municípios em extensão territorial é Barcelos, com 122 476 km² e o menor é Iranduba, com 2 215 km². Localiza-se no território amazonense o Pico da Neblina, ponto mais alto do Brasil, com 2 995 metros de altitude. Sua capital é o município de Manaus e seu atual governador é Wilson Lima.
Com mais de 4,2 milhões de habitantes ou cerca de 2% da população brasileira, é o segundo estado mais populoso da Região Norte e o décimo terceiro mais populoso do Brasil. As cidades mais populosas são, sendo o Censo 2022: Manaus, com 2,2 milhões de habitantes; Itacoatiara com 103 598; Manacapuru com 101 883; Parintins, com 96 372 e Coari com 70 616 habitantes. O estado é ainda, subdividido em 4 regiões geográficas intermediárias e 11 regiões geográficas imediatas. Seus limites são com o estado do Pará ao leste; Mato Grosso ao sudeste; Rondônia e Acre ao sul e sudoeste; Roraima ao norte; além da Venezuela, Colômbia e Peru ao norte, noroeste e oeste, respectivamente. A Região Metropolitana de Manaus, com população superior aos 2,7 milhões de habitantes, é sua única região metropolitana. O estado possui um dos mais baixos índices de densidade demográfica no país, superior apenas ao do estado vizinho, Roraima. Conforme dados do Instituto Brasileiro de Geografia e Estatística, em 2019, a densidade demográfica equivale a 2,63 habitantes por quilômetro quadrado. O Amazonas possui o segundo maior Índice de Desenvolvimento Humano (IDH) e o 3.º maior PIB per capita entre todos os estados da região Norte do Brasil; entretanto, é o estado brasileiro com maior proporção de população residente em favelas e comunidades urbanas.
O "descobrimento" da região hoje formada pelos atuais estados do Amazonas e Pará foi de responsabilidade do espanhol Francisco de Orelhana. A viagem foi descrita apontando as belezas e possíveis riquezas do local, com os fatos e atos mais prováveis de chamar a atenção da coroa espanhola. Durante essa expedição (ocorrida à época 1541-1542), os espanhóis teriam encontrado as mulheres amazonas guerreiras, chamadas de Icamiabas, sobre as quais há muita fantasia e mitos. Em 1755 foi criada a então Capitania de São José do Rio Negro (subordinada ao então Estado do Grão-Pará e Maranhão). Em 1850, no dia 5 de setembro, foi criada a Província do Amazonas, desmembrada da Província do Grão-Pará. Os motivos que levaram à criação da Província do Amazonas foram muitos, em especial, a grandíssima área territorial administrada pelo Grão-Pará, com capital em Belém, e as tentativas fracassadas do Peru em ampliar suas fronteiras com o Brasil, com o apoio dos Estados Unidos.
O território do Amazonas é coberto em sua totalidade pela maior floresta tropical do mundo e conta com 98% de sua área preservada. Aliando seu potencial ecológico a uma política de negócios embasada na sustentabilidade, a capital amazonense tornou-se a sexta maior economia do Brasil em 2018. O Amazonas é o terceiro maior produtor de gás no país, por meio das operações da Petrobras no campo de Urucu, em Coari, conectado a Manaus por um gasoduto de 660 quilômetros cortando rios e floresta. A hidrografia do estado, entretanto, sofre grande influência de vários fatores como precipitação, vegetação e altitude. Em geral, os rios amazonenses são navegáveis e formam sua maior rede de transporte.

## Etimologia
O nome Amazonas foi originalmente dado ao rio que banha o estado pelo capitão espanhol, Francisco de Orellana, quando o mesmo desceu em todo o seu comprimento, em 1541. Afirmando ter encontrado uma tribo de índias guerreiras, supostamente as Icamiabas com a qual teria lutado e associando-as às amazonas da mitologia grega, deu-lhes o nome, "Río de las Amazonas".

## História

### Período pré-cabralino

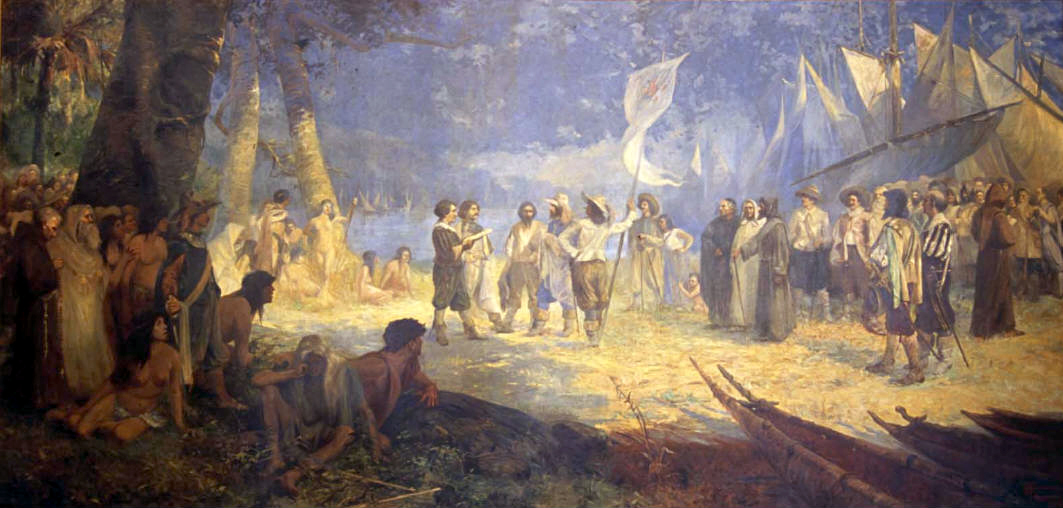
A conquista do Amazonas, 1907

Pesquisas arqueológicas apontam ocupações pretéritas por grupos paleoindígenas de caçadores, coletores, onde foram datadas acerca de 11 200 anos antes da data presente. O período de maior desenvolvimento humano nas terras baixas Amazônicas é conhecido como pré-colombiano tardio, que coincide com a invasão europeia, nos séculos XVI e XVII, e a desestruturação sociopolítica de sociedades complexas, chamados de cacicados complexos. O aumento demográfico das populações amazônicas na época da pré-história tardia, combinado a outros fatores, suscitou grandes transformações entre as sociedades indígenas da Amazônia. Segundo arqueólogos, as sociedades que habitavam regiões da bacia amazônica passaram a se organizar de forma cada vez mais elaborada entre o ano 1 000 a.C. e o ano 1000 d.C.. Os arqueólogos definem estas sociedades como “cacicados complexos”. Essas sociedades tornaram-se cada vez mais hierarquizadas (provavelmente contendo nobres, "plebeus" e servos cativos), constituíram chefias centralizadas na figura do cacique, e adotaram posturas belicosas e expansionistas. O cacique, além de dominar amplos territórios, organizava continuamente seus guerreiros visando conquistar novos territórios. A cerâmica dessas sociedades era altamente elaborada, demonstrando um domínio de técnicas complexas de produção. Havia urnas funerárias elaboradas (associadas ao culto dos chefes mortos), comércio e os indícios arqueológicos apontam uma densidade demográfica de escala urbana nessas civilizações.  Acredita-se que a monocultura era praticada, além da caça e da pesca intensivas, a produção intensiva de raízes e o armazenamento de alimentos.
O Amazonas era (e ainda é) habitado por povos de diferentes família linguísticas, como os povos Panos, povos Aruaques, povos Tucanos, povos Caribes, povos Tupi-guaranis e outros grupos étnicos menores. A Amazônia serviu como moradia e sustentação destas sociedades por cerca de 2000 anos, tendo havido retrocesso com a chegada dos europeus. A população originária dos cacicados aos poucos foi sendo exterminada, com numerosas guerras e conflitos travados com os portugueses e espanhóis. Muitos habitantes destas sociedades internaram-se nas florestas, onde teriam formado sociedades tribais diferentes. Outros acabam morrendo, vítimas de doenças contagiosas até então desconhecidas, fazendo suas populações desaparecerem por completo das margens dos rios. Os habitantes nativos pacificados, eram escravizados. As sociedades indígenas atuais da Amazônia não possuem, entretanto, traços que lembrem as sociedades complexas oriundas do período da Pré-história Tardia, com exceção apenas de alguns vestígios materiais.

### Colonização europeia
Pelo Tratado de Tordesilhas (1494), todo o vale amazônico se encontrava nos domínios da Coroa espanhola. A foz do rio Amazonas só foi descoberta por Vicente Yáñez Pinzón, um navegador espanhol que a alcançou em fevereiro de 1500, seguido por seu primo Diego de Lepe, em abril do mesmo ano. Em 1541, outros espanhóis, Gonzalo Pizarro e Francisco de Orellana, partindo de Quito, no atual Equador, atravessaram a cordilheira dos Andes e exploraram o curso do rio até ao Oceano Atlântico. A viagem, que durou de 1540 a 1542, foi relatada pelo dominicano frei Gaspar de Carvajal, que afirmou que os espanhóis lutaram com mulheres guerreiras, nas margens do rio Marañón, disparavam-lhes flechas e dardos de zarabatanas. O mito de mulheres guerreiras às margens do rio difundiu-se nos relatos e livros, sem escopo popular algum, mesmo assim fazendo com que aquelas regiões viessem a receber o nome das guerreiras da mitologia grega, as amazonas - entre eles o maior rio da região, que passou a ser conhecido como rio das Amazonas.
Ainda no século XVI, os espanhóis realizaram outra expedição similar à de Orellana. Pedro de Ursua, vindo do Peru, também navegou o Amazonas, em busca do lendário Eldorado (1559-1561). Ursua foi assassinado a meio caminho, e a expedição prosseguiu comandada por Lopo de Aguirre, que chegou ao oceano em 1561. Como resultado dessa jornada os espanhóis decidiram, cientes das dificuldades de conquistar tão vasto espaço, adiar a tarefa de colonizá-lo.
Quase de imediato os ingleses e os holandeses, que disputavam o domínio da América aos ibéricos, entregaram-se à exploração do Amazonas, lançando aí as primeiras bases de implantações coloniais, através do levantamento de feitorias e pequenos fortes, em 1596, chamadas de "drogas do sertão". Ainda assim, a região não possuía uma ocupação efetiva. Até o segundo decênio do século XVII, quando os portugueses começaram a ultrapassar a divisória de Tordesilhas, as companhias de Londres e Flessingen promoviam um ativo comércio de madeiras e pescado, iniciando mesmo plantios de cana, algodão e tabaco. Os próprios governos passaram a estimular abertamente a empresa. Robert Harcourt obteve carta-patente de Jaime I da Inglaterra para explorar o território do Amazonas com seus sócios (1612). Somente durante a Dinastia Filipina (1580-1640) a Coroa hispano-portuguesa se interessou pela região, com a fundação de Santa Maria das Graças de Belém do Grão-Pará (atual Belém em 1616), sendo dignas de registro a expedição do Capitão-mor da Capitania do Grão-Pará e Cabo, Pedro Teixeira, que percorreu o grande rio do Oceano Atlântico até Quito, com setenta soldados e 1 200 indígenas, em quarenta e sete canoas grandes (1637-1639), e logo em seguida a de Antônio Raposo Tavares, cuja bandeira, saindo da capitania de São Vicente, atingiu os Andes, retornando pelo rio Amazonas até Belém, percorrendo um total de cerca de 12 000 quilômetros, entre 1648 e 1651.

### Presença dos missionários

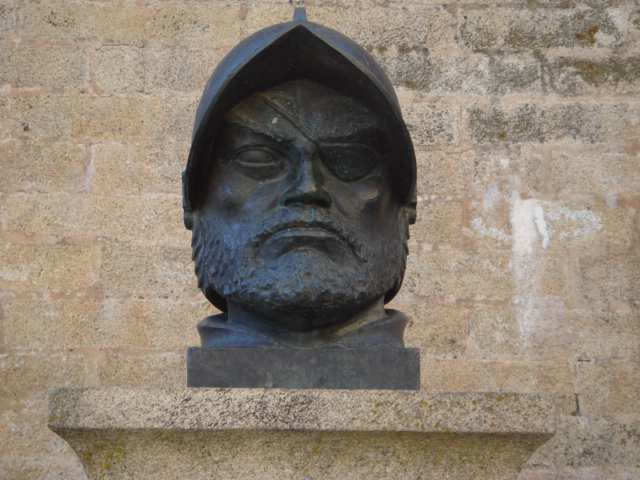
Busto de Francisco de Orellana, o descobridor europeu do Rio Amazonas

Na virada do século XVII, balizava-se na Amazônia o domínio português, devido ao posto avançado de Franciscana, a oeste, e por fortificações em Guaporé, ao norte da região. Os franceses, instalados em Caiena, tinham como objetivo descer o litoral para alcançar o Amazonas, instigando surtidas constantes de sacerdotes, pescadores e predadores de índios. Assim, as expedições lusas de reconhecimento enfrentavam grandes dificuldades na atual região do Amazonas: no rio Negro, os manaós, tidos como índios valentes e resistentes, coligaram-se com tribos vizinhas, e os torás, na bacia do Madeira, entregavam-se a guerra de morte contra sertanistas e coletores de especiarias. Na zona do rio Solimões, a penetração portuguesa acabou por se defrontar com missões castelhanas, dirigidas pelo jesuíta Samuel Fritz. Por ordens vindas de Lisboa, as forças militares invadiram o território das missões espanholas, expulsando os padres e soldados que as amparavam. Como efeito, entre 1691 e 1697, Inácio Correia de Oliveira, Antônio de Miranda e José Antunes da Fonseca apossaram-se do Solimões, enquanto Francisco de Melo Palheta garantia o domínio lusitano no alto Madeira e Belchior Mendes de Morais invadia a bacia do Napo. O imenso espaço conquistado tornou-se produtivo. A coroa portuguesa, necessitando assim consolidar sua posição, solicitou o trabalho missionário na área.
Com o objetivo de catequizar os indígenas, vários leigos e religiosos jesuítas espanhóis fundaram várias missões no território amazonense. Essas missões, cuja economia tinha como atividade a dependência do extrativismo e da silvicultura, foram os locais de origem dos primeiros mestiços da região. Sofreram posteriormente seguidas invasões de outros indígenas inconformados com a invasão ao seu território e de conquistadores brancos que, acompanhados por nativos, aprisionavam índios rivais para vendê-los como escravos. A destruição das missões espalhou o desmatamento pelo território.

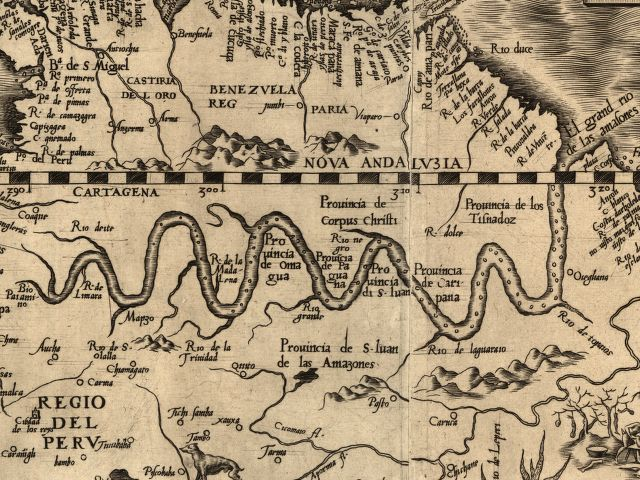
Mapa de 1562 da região do Rio Amazonas

Foram os carmelitas, juntamente com os inacianos e mercedários, que mais aprofundaram a colonização nos antigos domínios espanhóis, ocupando a área atual do estado do Amazonas. Espalhava-se as missões jesuíticas pelo vale contíguo do Tapajós e, mais a oeste, pelo Madeira, enquanto os mercedários se estabeleceram próximo à divisa com o Pará, nos cursos do Urubu e do Uatumã. Os carmelitas disseminaram seus aldeamentos ao longo do Solimões, do Negro e, ao norte, do Branco, no atual estado de Roraima. Objetivando converter os gentios à fé católica e de ampliar o comércio de especiarias, os religiosos transferiam suas missões de um ponto a outro com freqüência, seguindo sempre a margem dos rios. Da multiplicidade desses aldeamentos, surgiram dezenas de povoados, a exemplo de Cametá, no deságue do Tocantins; Airão (hoje Velho Airão, uma cidade fantasma); Carvoeiro, Moura e Barcelos, no rio Negro; Santarém, na foz do Tapajós; Faro, no rio Nhamundã; Borba, no rio Madeira; Tefé, São Paulo de Olivença e Coari, no Solimões; e em continuação, no curso do Amazonas, Itacoatiara e Silves.
A partir do século XVIII, o Amazonas passou a ser disputado por portugueses e espanhóis que habitavam a bacia do rio Amazonas. Essa luta desencadeou a disputa pela posse da terra, o que motivou a formação de grandes latifúndios.  A região do alto rio Amazonas foi considerada estratégica tanto para a diplomacia espanhola - por representar via de acesso ao Vice-reino do Peru -, quanto para a diplomacia portuguesa, especialmente a partir da descoberta de ouro nos sertões de Mato Grosso e de Goiás, escoado com rapidez pela bacia do rio Amazonas. É nesse contexto que se inserem as instruções secretas passadas por Sua Majestade ao Governador e Capitão General da Capitania do Grão-Pará, João Pereira Caldas, para que fossem fundadas sete feitorias pelo curso dos rios amazônicos, de Belém até Vila Bela do Mato Grosso e à capital da Capitania do rio Negro, para apoiar o comércio (contrabando), com as províncias espanholas do Orinoco (Venezuela), de Quito (Equador), e do Peru, comércio esse que antes se fazia com a Colônia do Sacramento (Instrução Secretíssima, c. 1773. Museu Conde de Linhares, Rio de Janeiro). A assinatura do Tratado de Madrid (1750) ratificou essa visão, tendo a Coroa portuguesa feito valer também na região o princípio do "uti possidetis", apoiado por uma linha de posições defensivas que, mesmo virtualmente abandonadas após o Consulado Pombalino (1750-1777) e durante o século XIX, legariam à diplomacia da nascente República brasileira os seus atuais contornos fronteiriços.

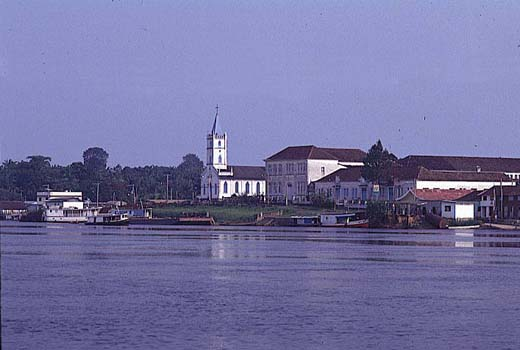
Barcelos, primeira sede administrativa da Capitania de São José do Rio Negro

Dentro do projeto de ocupação do sertão amazônico, constituiu-se a Capitania Real de São José do Rio Negro pela Carta régia de 3 de março de 1755, com sede na aldeia de Mariuá, elevada a vila de Barcelos em 1790. No início do século XIX, a sede do governo da Capitania foi transferida para a povoação da barra do Rio Negro, elevada a Vila da Barra do Rio Negro para esse fim, em 29 de março de 1808. À época da Independência do Brasil em 1822, os moradores da vila proclamaram-se independentes, estabelecendo um governo provisório. A região foi incorporada ao Império do Brasil, na Província do Pará, como Comarca do Alto Amazonas em 1824.
Ganhou a condição de Província do Amazonas pela Lei n° 582, de 5 de setembro de 1850, sendo a Vila da Barra do Rio Negro elevada a cidade com o nome de Manaus pela Lei Provincial de 24 de outubro de 1848 e capital em 5 de janeiro de 1851. A partir do século XIX, o território começou a receber migrantes nordestinos que buscavam melhores condições de vida na maior província brasileira. Atraídos pelo ciclo da borracha, os nordestinos se instalaram em importantes cidades amazonenses, como Manaus, Tabatinga, Parintins, Itacoatiara e Barcelos, a primeira capital do Amazonas.

### Desmembramento do Grão-Pará e elevação à categoria de província

Províncias imperiais do Brasil em 1822

O que hoje é reconhecido como Amazônia, nos primeiros anos do século XVII era denominado Estado do Maranhão e a única cidade existente era a de São Luís, que concentrava todo o poder do Estado. As regiões central e oeste foram ocupadas apenas por ordens religiosas que subdividiram em áreas de missões e aldeamentos de atuação de Jesuítas, Carmelitas, Dominicanos e Franciscanos, o que variou ao longo do tempo, particularmente, desde o fim da Companhia de Jesus, em meados do século XVIII. Ao tempo em que as Ordens Religiosas dominavam o interior do vale Amazônico, o Governo do Estado do Maranhão promovia a distribuição de terras para particulares fundarem suas capitanias. Nesse contexto, capitanias de duas naturezas diferentes foram fundadas: As Capitanias da Coroa ou Reais, e as Capitanias Particulares.
O Estado do Maranhão virou "Grão-Pará e Maranhão" em 1737 e sua sede foi transferida de São Luís para Belém do Pará. O Tratado de Madri de 1750 confirmou a posse portuguesa sobre a área. Para estudar e demarcar os limites, o governador do Estado, Francisco Xavier de Mendonça Furtado, instituiu uma comissão com base em Mariuá em 1754. Em 1755 foi criada a então Capitania de São José do Rio Negro (1755 – 1821), no atual Amazonas, subordinada ao Grão-Pará. As fronteiras, então, eram bem diferentes das linhas retas atuais: o Amazonas incluía Roraima, parte do Acre e se expandia para sul com parte do que hoje é Mato Grosso. O governo colonial concedeu privilégios e liberdades para quem se dispusesse a emigrar para a região, como isenção de impostos por 16 anos seguidos. No mesmo ano, foi criada a Companhia Geral do Comércio do Grão-Pará e Maranhão para estimular a economia local. Em 1757 tomou posse o primeiro governador da capitania, Joaquim de Mello e Póvoas, e recebeu do Marquês de Pombal a determinação de expulsar à força todos os jesuítas (acusados de voltar os índios contra a metrópole e não lhes ensinar a língua portuguesa).

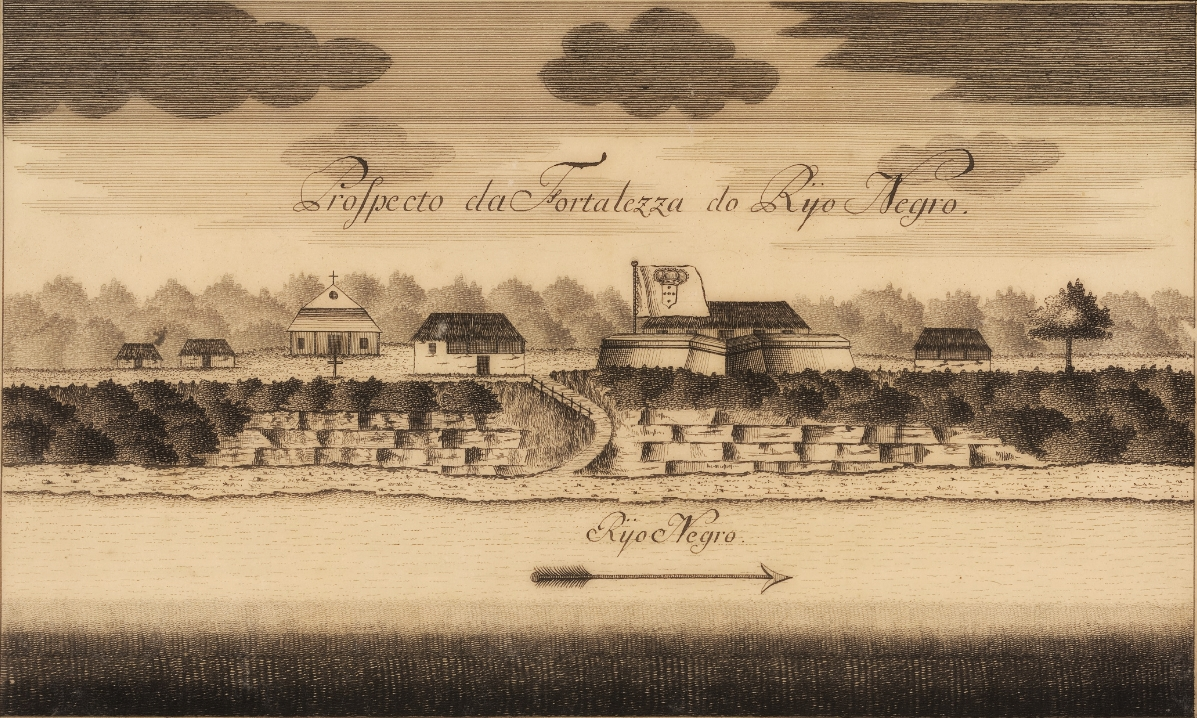
Prospecto da Fortaleza do Rio Negro, desenhado pelo engenheiro alemão João André Schwebel, em 7 de dezembro de 1754, quando Francisco Xavier de Mendonça Furtado e sua comitiva passavam pelo Lugar da Barra, rumo à Mariuá, para instalar as conferências de demarcações de limites do Tratado de Madri.

Em 1772, a capitania passou a se chamar Grão-Pará e Rio Negro e o Maranhão foi desmembrado. Com a mudança da Família Real para o Brasil, foi permitida a instalação de manufaturas e o Amazonas começou a produzir algodão, cordoalhas, manteiga de tartaruga, cerâmica e velas. Os governadores que mais trabalharam pelo desenvolvimento até então foram Manuel da Gama Lobo d'Almada e João Pereira Caldas. Em 1821, Grão Pará e Rio Negro viraram a província unificada do Grão-Pará. No ano seguinte, o Brasil proclamou a Independência.
Em meados do século XIX foram fundados os primeiros núcleos que deram origem às atuais cidades de Borba, Itacoatiara, Parintins, Manacapuru e Careiro. A capital foi situada em Mariuá (entre 1755-1791 e 1799-1808), e em São José da Barra do Rio Negro (1791-1799 e 1808-1821). Uma revolta em 1832 exigiu a autonomia do Amazonas como província separada do Pará. A rebelião foi sufocada, mas os amazonenses conseguiram enviar um representante à Corte Imperial, Frei José dos Santos Inocentes, que obteve no máximo a criação da Comarca do Alto Amazonas.
Na década seguinte, uma das maiores revoltas do Período Regencial abalou a região. A Cabanagem foi um movimento político e um conflito social ocorrido entre 1835 e 1840 no Pará, envolvendo homens livres e pobres, sobretudo indígenas e mestiços que se insurgiram contra a elite política local e tomaram o poder. A entrada da Comarca do Alto Amazonas (hoje Manaus, a qual foi o berço do manifesto na Amazônia Ocidental) na Cabanagem foi fundamental para o nascimento do atual estado do Amazonas. Durante o período da revolução, os cabanos da Comarca do Alto Amazonas desbravaram todo o espaço do estado onde houvesse um povoado, para assim conseguir um número maior de adeptos ao movimento, ocorrendo com isso uma integração das populações circunvizinhas e formando assim o estado.  Em 5 de setembro de 1850, foi criada a Província do Amazonas pela Lei Imperial nº 582. (ver Gabinete Monte Alegre) Em 10 de julho de 1884, o Amazonas tornou-se a segunda província no império brasileiro a abolir a escravatura, após a Província do Ceará, e quatro anos antes do país conceder liberdade aos escravos, com a assinatura da Lei Áurea pela Princesa Isabel do Brasil. A lei foi assinada pelo presidente da província, Teodureto Souto. Na ocasião, cerca de 1,5 mil escravos foram libertados na província.

### Ciclo da borracha

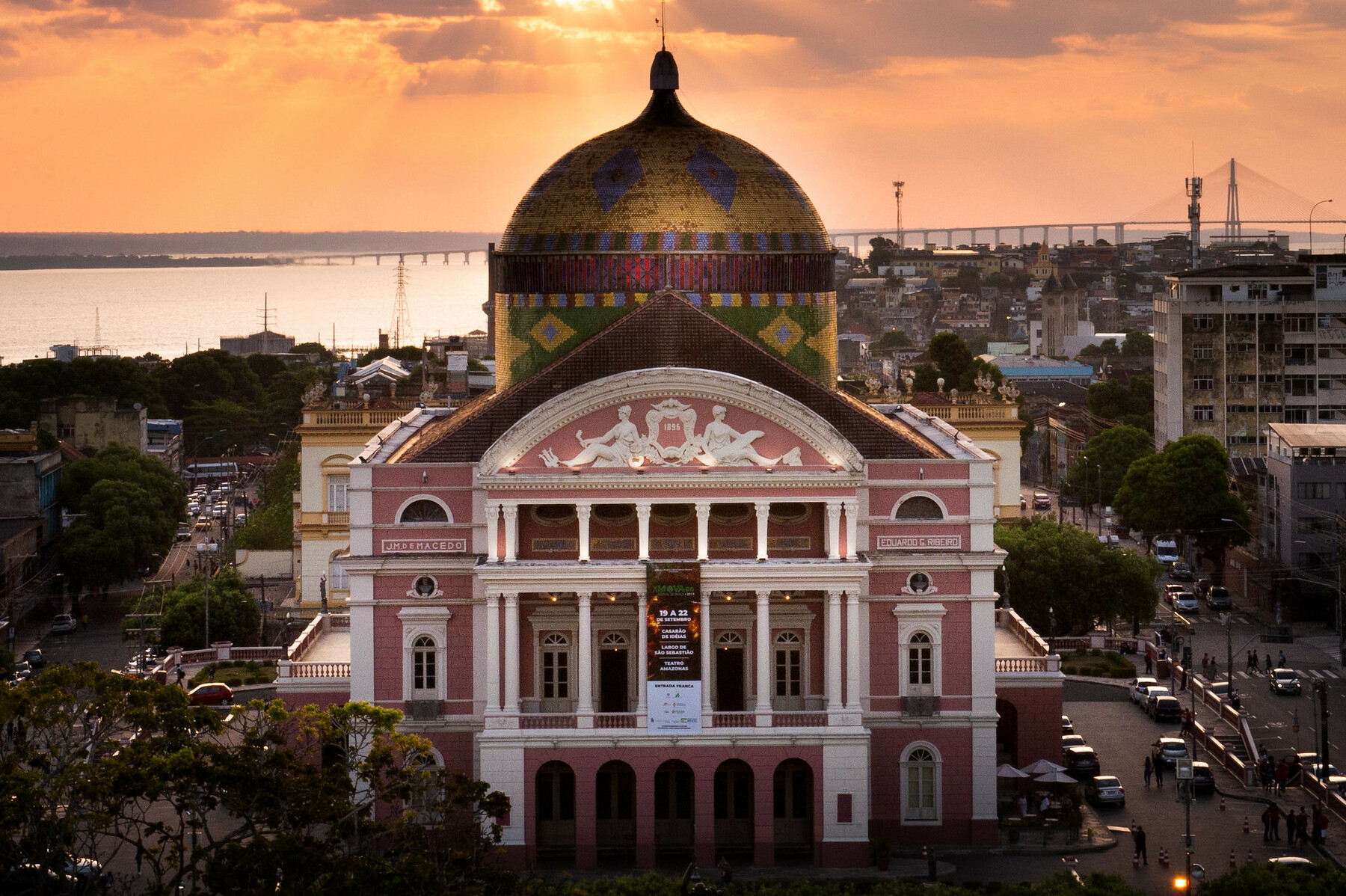
O Teatro Amazonas representa o apogeu do ciclo da borracha, bem como a elite amazonense da época

A partir de 1890, Manaus, que já se ostentava como capital do estado administrativo, experimentou um grandíssimo avanço populacional e econômico, resultante principalmente da exportação de matéria prima oriunda e até então, exclusiva da Amazônia. Com as riquezas geradas pela produção e exportação da borracha natural (Hevea brasiliensis), a capital amazonense recebeu grandes obras como o Porto de Manaus, o Teatro Amazonas, o Palácio da Justiça, o Reservatório do Mocó, a primeira rede de energia elétrica e os serviços de transporte coletivo em bondes.
Tida como uma referência, Manaus tornou-se símbolo de prosperidade e civilização, sendo palco de importantes acontecimentos artísticos e culturais. Floresceu então, o comércio de produtos luxuosos e supérfluos, com homens e mulheres de todo o mundo desfilando por suas ruas e avenidas, na sede da compra do "Ouro Negro", como era chamada a borracha natural, para revender com grandes lucros nas principais capitais da Europa e nos Estados Unidos. A partir de 1910, tempos difíceis iniciam-se para a cidade, devido à forte concorrência da borracha natural plantada nos seringais da Malásia, que chega aos mercados europeu e americano com vantagens superiores, o que acaba por decretar a falência da economia amazonense.

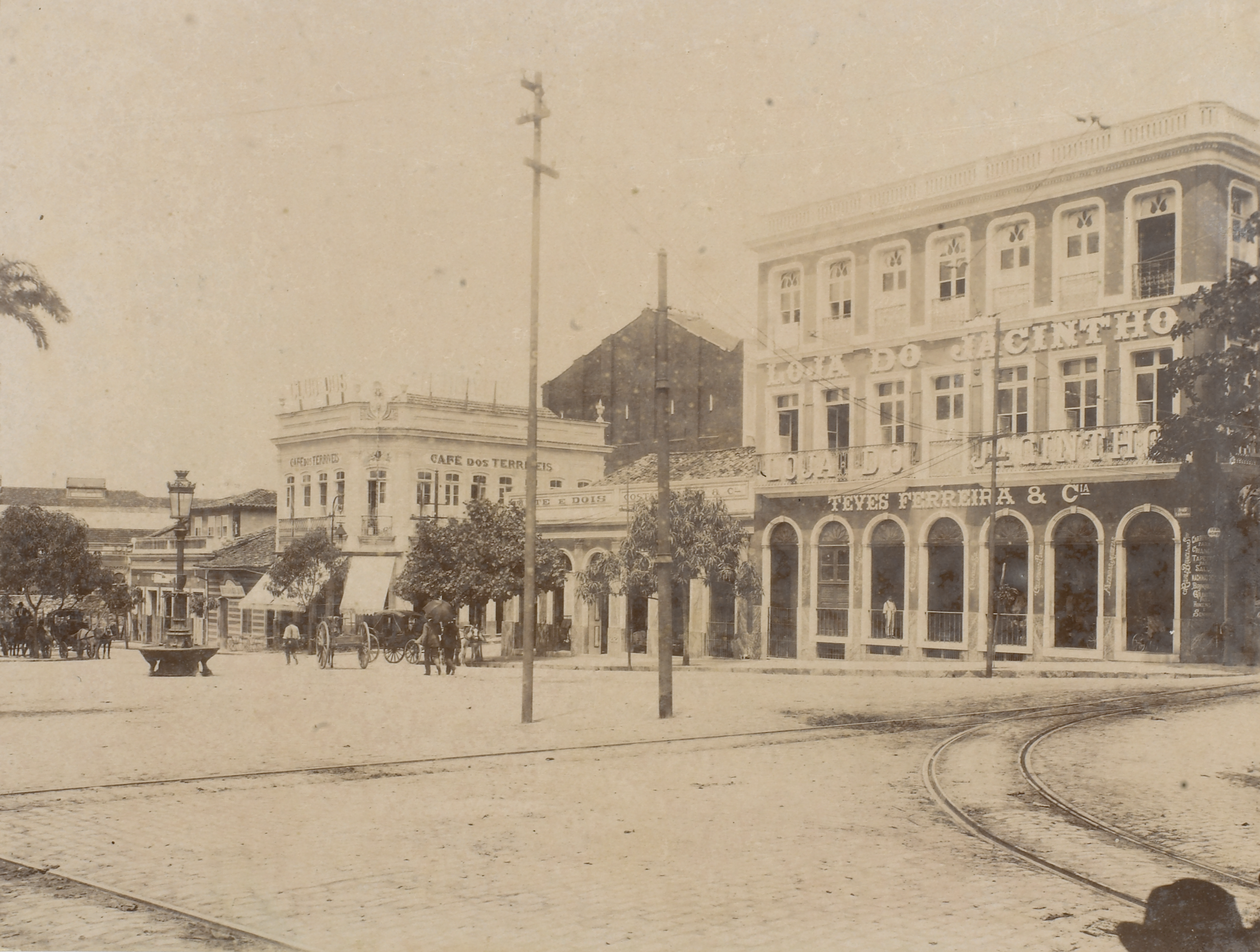
Praça 15 de Novembro, Manaus, 1906; Arquivo Nacional

### Industrialização e metropolização
A Zona Franca de Manaus foi um projeto de desenvolvimento sócio-econômico implantado através da lei nº 3 173 de 6 de junho de 1957, que reformulava, ampliava e estabelecia incentivos fiscais para implantação de um polo industrial, comercial e agropecuário numa área física de 10 mil km², tendo como sede a cidade de Manaus. Apesar da aprovação em 1957, tal projeto só foi de fato, implantado, pelo Decreto-Lei Nº 288, de 28 de fevereiro de 1967, durante o regime militar brasileiro. A princípio, os benefícios desse projeto se estendiam à Amazônia Ocidental, formada pelos estados do Amazonas, Acre, Rondônia e Roraima. Em 20 de agosto de 2008, foi criada a Área de Livre Comércio de Macapá, que foi incluída no Conselho da Superintendência da Zona Franca de Manaus (Suframa) e assim, o Amapá recebeu o mesmo benefício destinado aos estados. A criação da Zona Franca de Manaus visava promover a ocupação populacional dessa região e elevar o nível de segurança para manutenção da sua integridade, além de refrear o desmatamento na região e garantir a preservação e sustentabilidade da biodiversidade presente.

Mapa do Estado do Amazonas, 1966. Arquivo Nacional

Em mais de cinco décadas de existência, a história do modelo da Zona Franca de Manaus é dividida em quatro fases: A primeira, de 1967 a 1975, caracterizava a política industrial de referência no país pelo estímulo à substituição de importações de bens finais e formação de mercado interno; a segunda, de 1975 a 1990, caracterizou-se pela adoção de medidas que fomentassem a indústria nacional de insumos, sobretudo no estado de São Paulo; a terceira, de 1991 e 1996, entrou em vigor a Nova Política Industrial e de Comércio Exterior, marcada pela abertura da economia brasileira, redução do Imposto de Importação para o restante do país e ênfase na qualidade e produtividade, com a implantação do Programa Brasileiro de Qualidade e Produtividade (PBPQ) e Programa de Competitividade Industrial; e a quarta e última, de 1996 a 2002, marca sua adaptação aos cenários de uma economia globalizada e pelos ajustes demandados pelos efeitos do Plano Real, como o movimento de privatizações e desregulamentação.

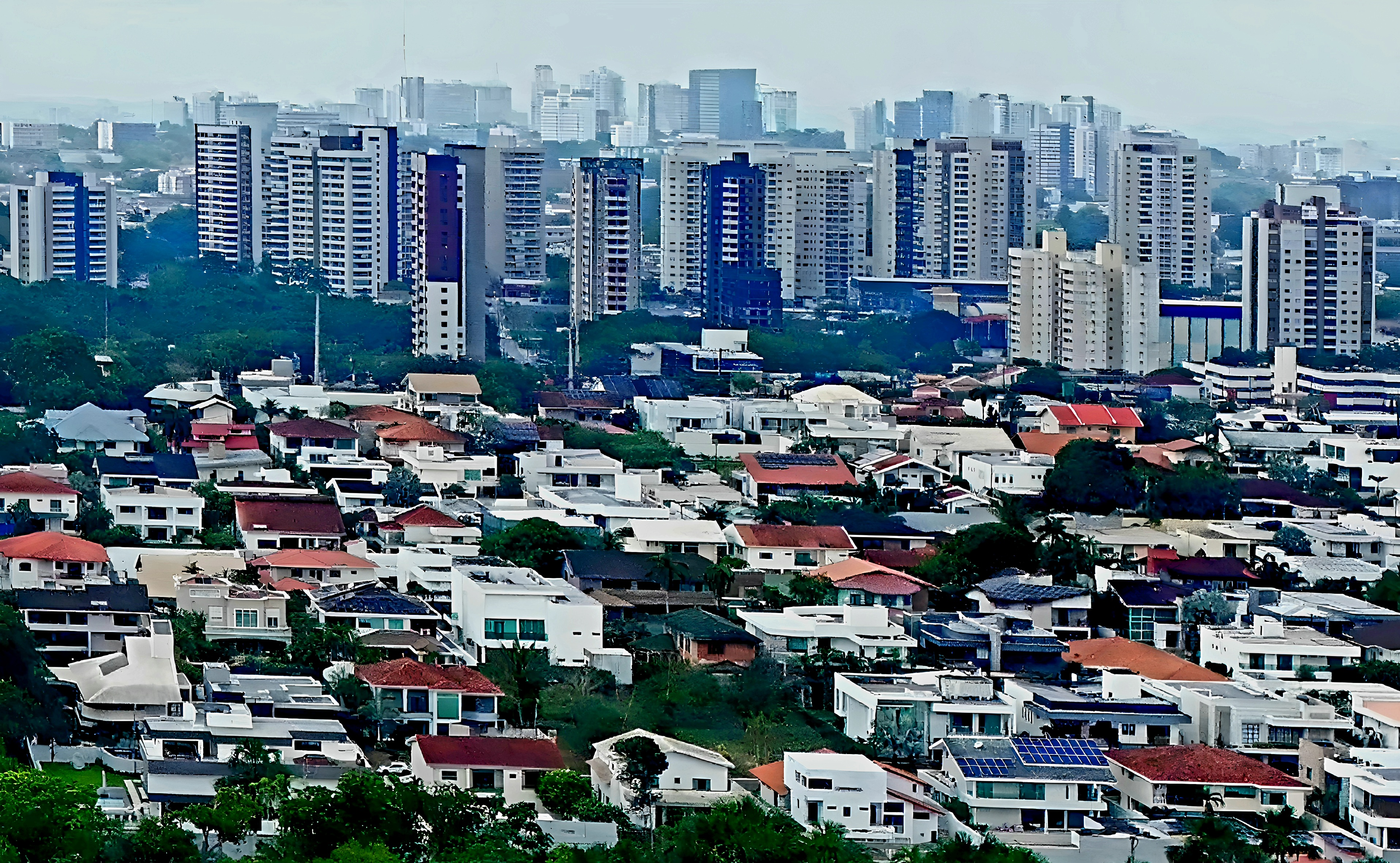
Manaus, a capital do Amazonas

Ao longo da década de 1990, o Amazonas destacou-se por ser um dos estados brasileiros de maior crescimento populacional e econômico. Manaus figura como uma das cinco capitais estaduais brasileiras com maior crescimento populacional, com 2,51% de crescimento anual. Em dez anos, o estado registrou 28,22% de crescimento populacional, passando de 2,8 milhões em 2000 para 3,4 milhões em 2010. Em relação à história recente no fator econômico, o estado integra o chamado "grupo intermediário", que fica entre o "grupo com maior participação" e o "grupo com menor participação", na economia do país, respondendo por 1,6% desta.
Nos anos de 2005 e 2010 o estado foi afetado por uma forte estiagem, sobretudo na região sudoeste, na divisa com o Acre. A estiagem caracterizou-se por possuir o menor índice pluviométrico dos últimos 40 anos, ultrapassando períodos como as secas de 1925-1926, 1968-1969 e 1997-1998, até então consideradas as mais intensas. Neste período, o transporte hidroviário foi dificultado, populações ribeirinhas foram isoladas e houve um surto de cólera, vitimando cerca de 159 pessoas, além de prejuízos econômicos.
Em abril de 2008, o Instituto Brasileiro de Geografia e Estatística (IBGE) elaborou a nova delimitação da fronteira do Amazonas com o Acre. Assim, o território amazonense reduziu-se em 11 583,87 km². A área perdida corresponde a mais da metade de todo o território do estado de Sergipe, cerca de 7,5% do território do Acre e pouco mais de 0,7% da área do Amazonas. Com a mudança, sete municípios amazonenses - Atalaia do Norte, Boca do Acre, Eirunepé, Envira, Guajará, Ipixuna e Pauini - perderam território e parte da população para municípios do Acre. Atualmente, o Amazonas divide-se em 62 municípios. O atual governador é Wilson Miranda Lima (UNIÃO), que exerce o cargo desde 4 de outubro de 2017.

## Geografia

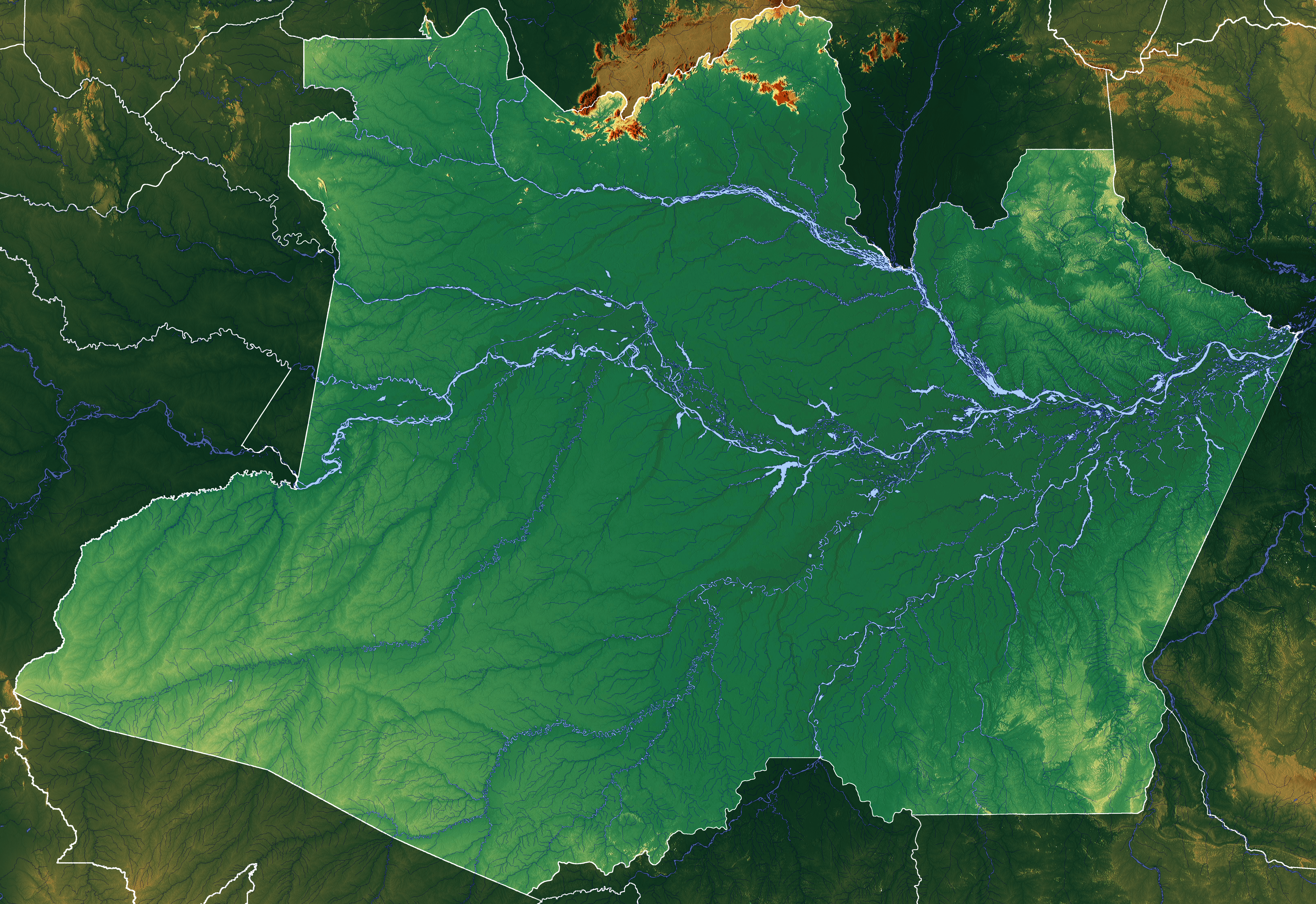
Mapa topográfico do Amazonas

O estado do Amazonas caracteriza-se por ser a mais extensa das unidades federativas do Brasil, com uma superfície atual de 1 559 146,876 km². Grande parte dele é ocupado pela Floresta Amazônica e pelos rios. O acesso à região é feito principalmente por via fluvial ou aérea. Apenas o inverno e o verão são bem definidos e a umidade relativa do ar fica em torno de 80 %, tendo em vista que a região é cortada pela linha do equador, ao norte. Faz parte da Região Norte do Brasil, fazendo fronteira com os estados de Mato Grosso, Rondônia e Acre ao sul; Pará a leste e Roraima ao norte, além das repúblicas do Peru, Colômbia e Venezuela ao sudoeste, oeste e norte, respectivamente.
A maior parte de seu território está no fuso UTC-4 (com quatro horas a menos que o horário de Greenwich (GMT), e uma hora a menos em relação ao horário de Brasília), incluindo Manaus. Treze municípios no sudoeste do estado estão no horário UTC-5: Atalaia do Norte, Benjamin Constant, Boca do Acre, Eirunepé, Envira, Guajará, Ipixuna, Itamarati, Jutaí, Lábrea, Pauini, São Paulo de Olivença e Tabatinga.

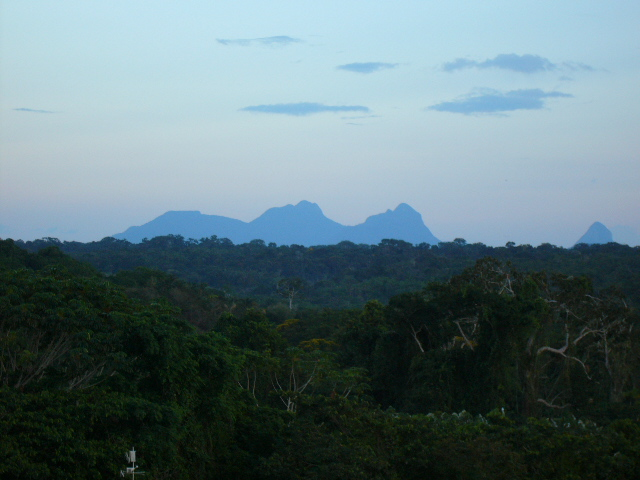
Serra da Bela Adormecida no município de São Gabriel da Cachoeira.

Comparado a outros estados do Brasil, o Amazonas apresenta um relevo relativamente baixo, já que 85% de sua superfície estão abaixo dos cem metros de altitude. A maior parte do território amazonense está situado sobre uma ampla depressão, com cerca de 600 km de extensão no sentido sudeste-noroeste, orlado a leste por uma estreita planície de aproximadamente 40 km de largura média. O planalto desce suavemente para o interior e se divide em três seções: o planalto, a depressão interior e o planalto ocidental, que formam, ao lado da planície, as cinco unidades morfológicas do estado. Apesar do relevo baixo, é no Amazonas onde estão localizados os dois pontos de maior altitude do Brasil, os picos da Neblina e 31 de Março, com 2 995,3 e 2 974,2 metros de altitude, respectivamente, ambos na Serra do Imeri e situados no município de Santa Isabel do Rio Negro.
Em 30 de maio de 2006 foi lançado o primeiro Mapa Geológico do Amazonas, que teve por finalidade principal estudar as potencialidades do solo do estado. De acordo com esse estudo, de um modo geral, os solos amazonenses são relativamente pobres. Entretanto se verifica, principalmente no interior do estado, uma região propícia a exploração de minerais, como o nióbio, caulim e silvanita. Ainda de acordo com o estudo, no estado encontra-se as três grandes reservas minerais inexploradas do mundo. O solo amazonense detém mais de 450 milhões de toneladas de silvanita, principal minério existente no estado, o que faz do Amazonas o maior produtor nacional. Outras riquezas minerais apontadas pelo estudo são a cassiterita, com uma reserva superior a 400 mil toneladas — nos municípios de Presidente Figueiredo e Urucará; a bauxita, com aproximadamente 1 milhão de toneladas; e o nióbio, estimada em mais de 700 mil toneladas em São Gabriel da Cachoeira. O potencial do gás natural de Coari, estimado em mais de 62 bilhões de metros cúbicos, também é estudado no mapa geológico.

### Clima

Amazonas pela classificação climática de Köppen-Geiger

No Brasil, país caracteristicamente tropical, o Amazonas é dominado pelo clima equatorial, predominante também na Amazônia. As estações do ano apresentam-se bastante diferenciadas e o clima é caracterizado por elevadas temperaturas e altos índices pluviométricos, decorrente principalmente pela proximidade do estado com a Linha do Equador. Isso também se deve às altas temperaturas, que acabam por provocar uma grande evaporação, transformando-as em chuvas. A temperatura média no estado é elevada, atingindo 31,4 °C. Em alguns pontos da porção oeste a temperatura média é entre 25 °C e 27 °C e em outros pontos da porção leste essa média de 26 °C. A menor temperatura já registrada foi de 7,0 °C, em Boca do Acre, em 1975. A umidade relativa do ar varia de 80% a 90% anualmente, uma das maiores registradas no Brasil.
O regime pluviométrico apresenta índices superiores a 2.000 mm ao ano, sendo bastante elevados. Entre os meses de maio e setembro, há ocorrência de friagens no sul e parte do centro do estado. Quando estas ocorrem, as temperaturas diminuem, podendo chegar a 10 °C. Na região leste amazonense, registra-se uma pequena estação seca, com chuvas acentuadas e índices superiores a 2 500 mm ao ano. As temperaturas nesta região chegam a 26 °C. Na porção norte do estado, a estação seca ocorre principalmente na primavera.

### Hidrografia

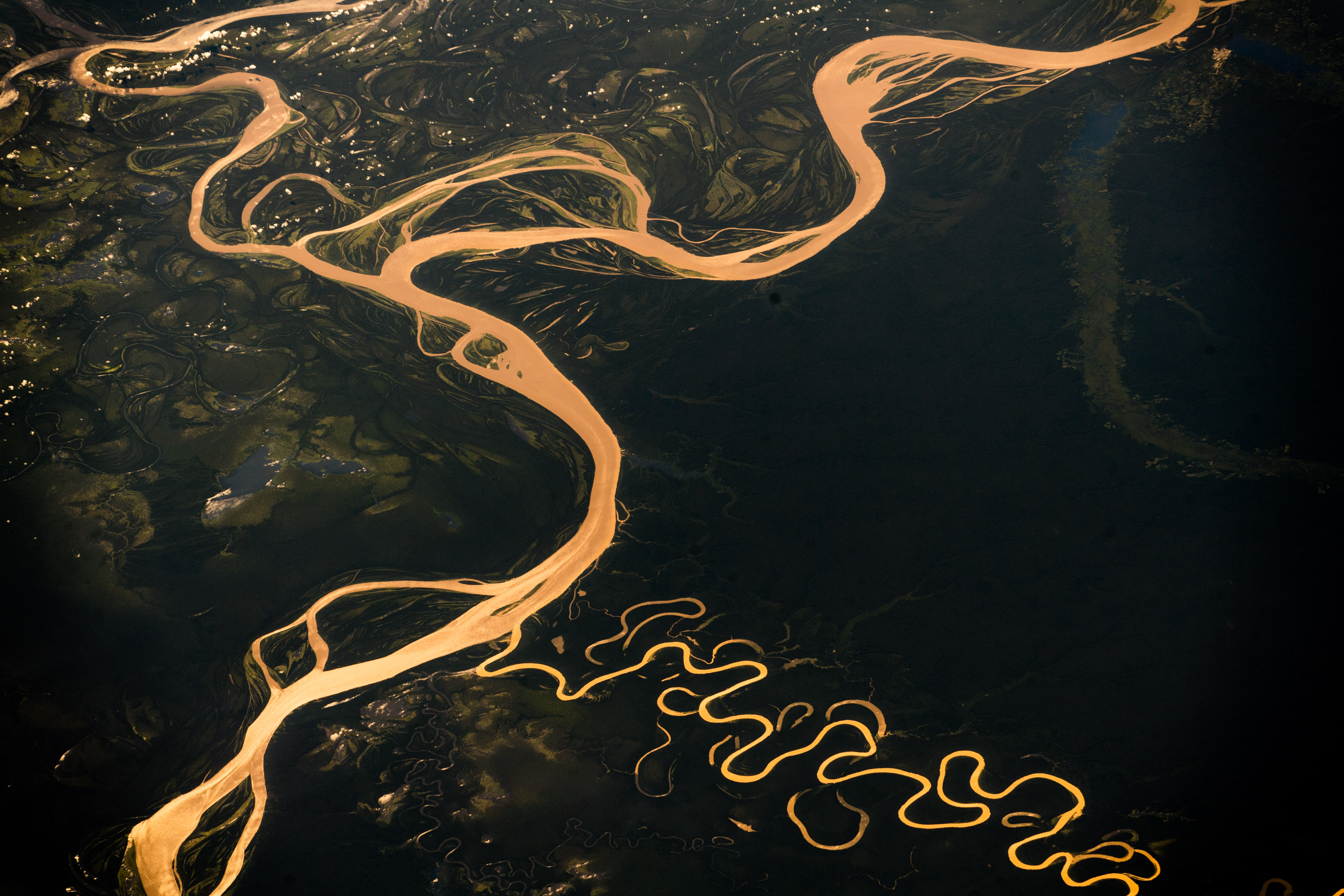
Rio Amazonas visto da Estação Espacial Internacional. É o maior rio em volume de água do planeta, com cerca de 7 mil quilômetros de extensão.

O Amazonas é banhado pela bacia hidrográfica Amazônica, a maior do mundo, com quase 4 milhões de quilômetros quadrados em extensão. O rio Amazonas - que dá nome ao estado - é o principal de seus rios, com 7 025 quilômetros de extensão desde sua Nascente, na Cordilheira dos Andes, no Peru, até a sua foz no Oceano Atlântico.
A confluência entre o rio Negro, de água preta, e o rio Solimões, de água barrenta, resulta em um fenômeno popularmente conhecido como Encontro das Águas. O fenômeno acontece nas proximidades do município de Manaus e Careiro, sendo uma das principais atrações turísticas do estado.
O rio Negro é o principal afluente do rio Amazonas. Nasce na Colômbia, banha três países da América do Sul e percorre cerca de 1 700 quilômetros. Entra em território brasileiro através do Norte do Amazonas e forma um estuário de cerca de seis quilômetros de largura no encontro com o rio Solimões, sendo chamado de rio Amazonas a partir daí. Apresenta um elevado grau de acidez, com pH 3,8 a 4,9 devido à grande quantidade de ácidos orgânicos provenientes da decomposição da vegetação. Por conta disso, a água mostra-se numa coloração escura.
Além do rios Amazonas, Negro e Solimões, outros principais rios são: Madeira, Purus, Juruá, Uatumã, Içá, Japurá e Uaupés. Todos estes são integrantes da Bacia Amazônica.

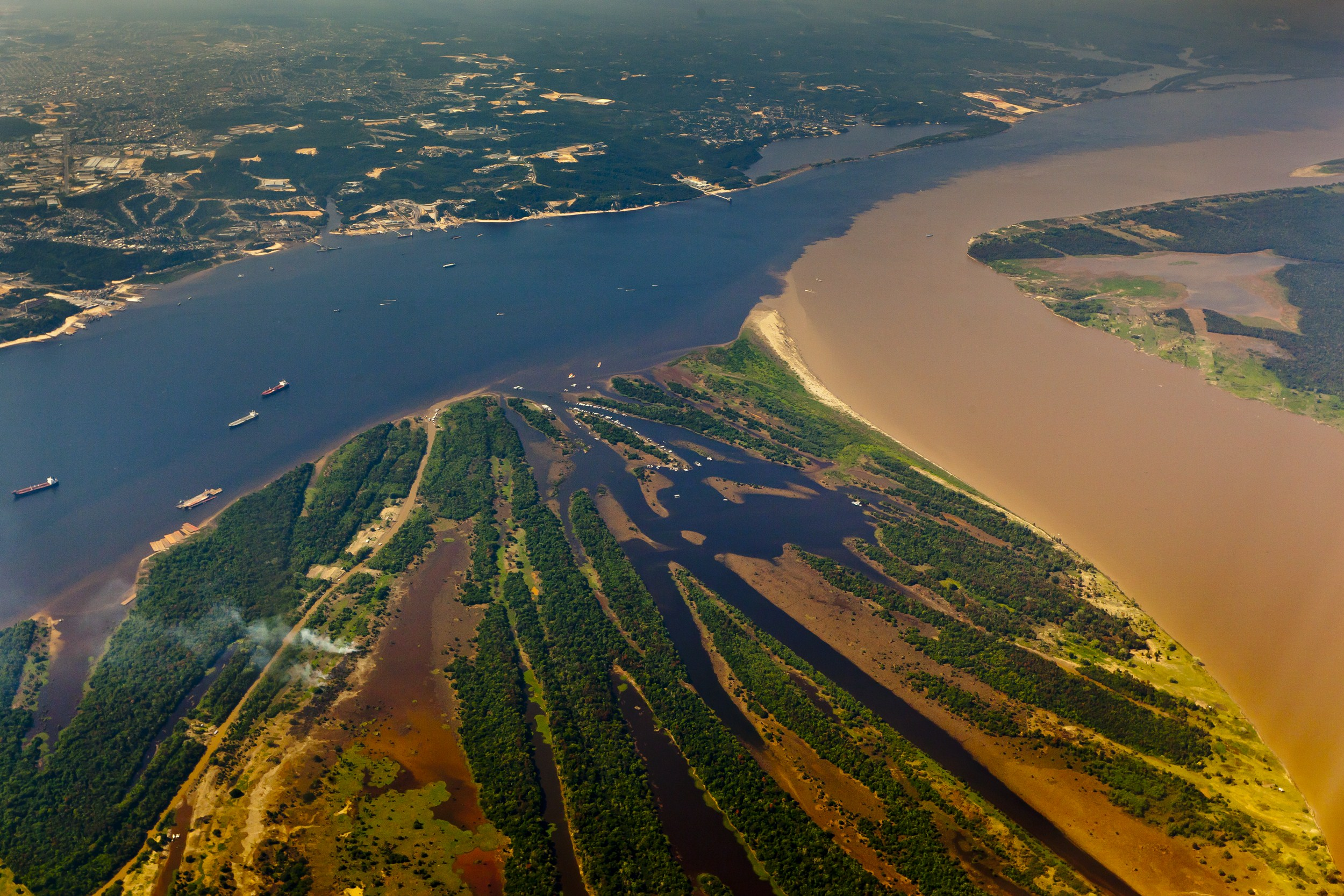
Os rios Negro e Solimões possuem diferentes densidades e temperaturas. Esta é a razão por não se misturarem.

- O rio Madeira, assim como os demais, é pertencente à Bacia do rio Amazonas e banha os estados de Amazonas e Rondônia. Possui extensão de 1 450 km e é a principal linha divisória entre Brasil e Bolívia;[79]
- O rio Purus possui 1 175 km e nasce no Peru. Está situado no sul do estado;[79]
- O rio Juruá, situado na região sudoeste do estado, possui 3 350 km de extensão e banha, além do Amazonas, o estado de Acre. Entretanto, a região do Alto Juruá, na divisa entre Amazonas e Acre, não apresenta condições de navegabilidade;[79]
- O rio Uatumã é navegável em apenas 295 quilômetros. Nasce na divisa do estado com Roraima, no planalto das Guianas. É conhecido por não possuir nenhum núcleo populacional ao longo de seu leito e por abrigar a Usina Hidrelétrica de Balbina;[79]
- O rio Japurá possui inúmeras ilhas em seu leito. Nasce na Colômbia e possui 730 km em território brasileiro.[79]

Outros rios notáveis no estado são o Uaupés, Coari, Içá, Javari, Tefé, Nhamundá e Jutaí.

### Vegetação

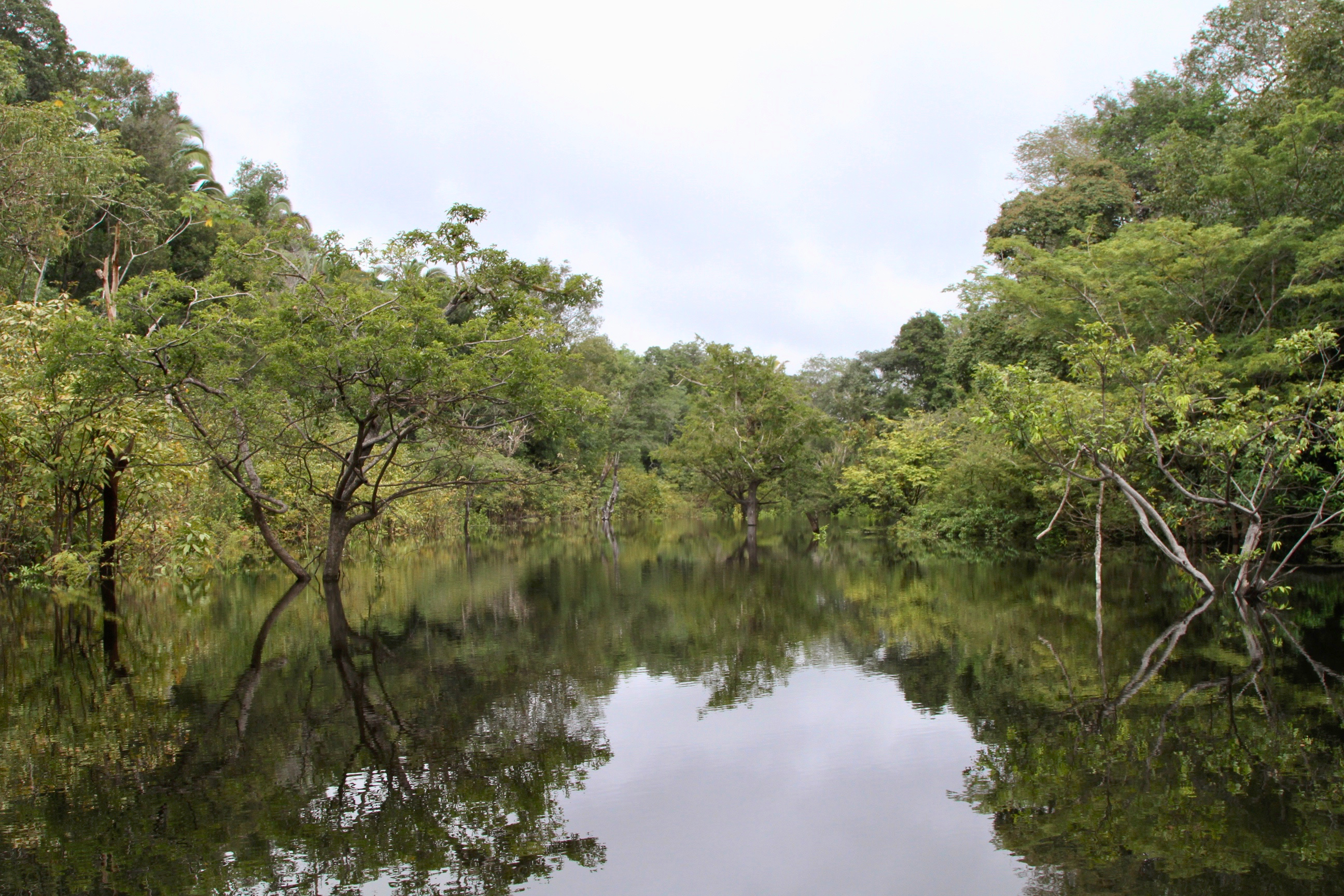
Formação de igapó no rio Juma, município de Autazes

Na vegetação do estado, sobressaem matas de terra firme, várzea e igapós. Toda essa vegetação faz parte da extensa e maior floresta tropical úmida do mundo: a Hileia Amazônica, que apresenta uma rica e complexa diversidade na composição da flora do estado e se faz presente em todo o seu território.
Os solos de terra firme situam-se em terras altas, geralmente distantes dos grandes rios. São formadas por árvores alongadas e finas, que possuem, geralmente, grande quantidade de madeira de alto valor ecônomico. Há ainda éspécies como a castanha-do-pará, as palmeiras e o cacauareiro, que também são encontradas em solos de terra firme.  Os solos de terra firme são vermelhos, por se tratar de uma região úmida e de alta temperatura, e seus elementos químicos principais são hidróxido de alumínio e ferro, propícios à formação de bauxita e, portanto, pobres para agricultura. Até a década de 1970, acreditava-se que os solos da região eram os mais Iixiviados, ácidos e pobres do planeta. A cor avermelhada ou amarelada encontrada nos solos era um indicativo de óxidos de ferro, o que passou a ser referência da evidência de que os solos da Amazônia se tornariam laterita, uma substância vista como pedregosa, com o desmatamento e alteração da vegetação.
As matas de várzea são próprias das áreas periodicamente inundadas pelas cheias dos rios. Apresentam maior variedade de espécies. Seus solos são os mais férteis da região. São solos jovens, que periodicamente são enriquecidos de material orgânico e inorgânico, depositados durante a cheia dos rios. A flora do estado apresenta uma grande variedade de vegetais medicinais, dos quais se destacam andiroba, copaíba e aroeira. São inúmeras as frutas regionais e entre as mais consumidas e comercializadas estão: guaraná, açaí, cupuaçu, castanha-do-brasil (castanha-do-pará), camu-camu, pupunha, tucumã, buriti e taperebá. As matas de igapós estão situadas em áreas baixas, próximas ao leito dos rios. Durante quase o ano todo, permanecem inundadas. São compostas principalmente por árvores altas, que possuem, por sua vez, raízes adaptadas às regiões alagadas.

### Unidades de conservação

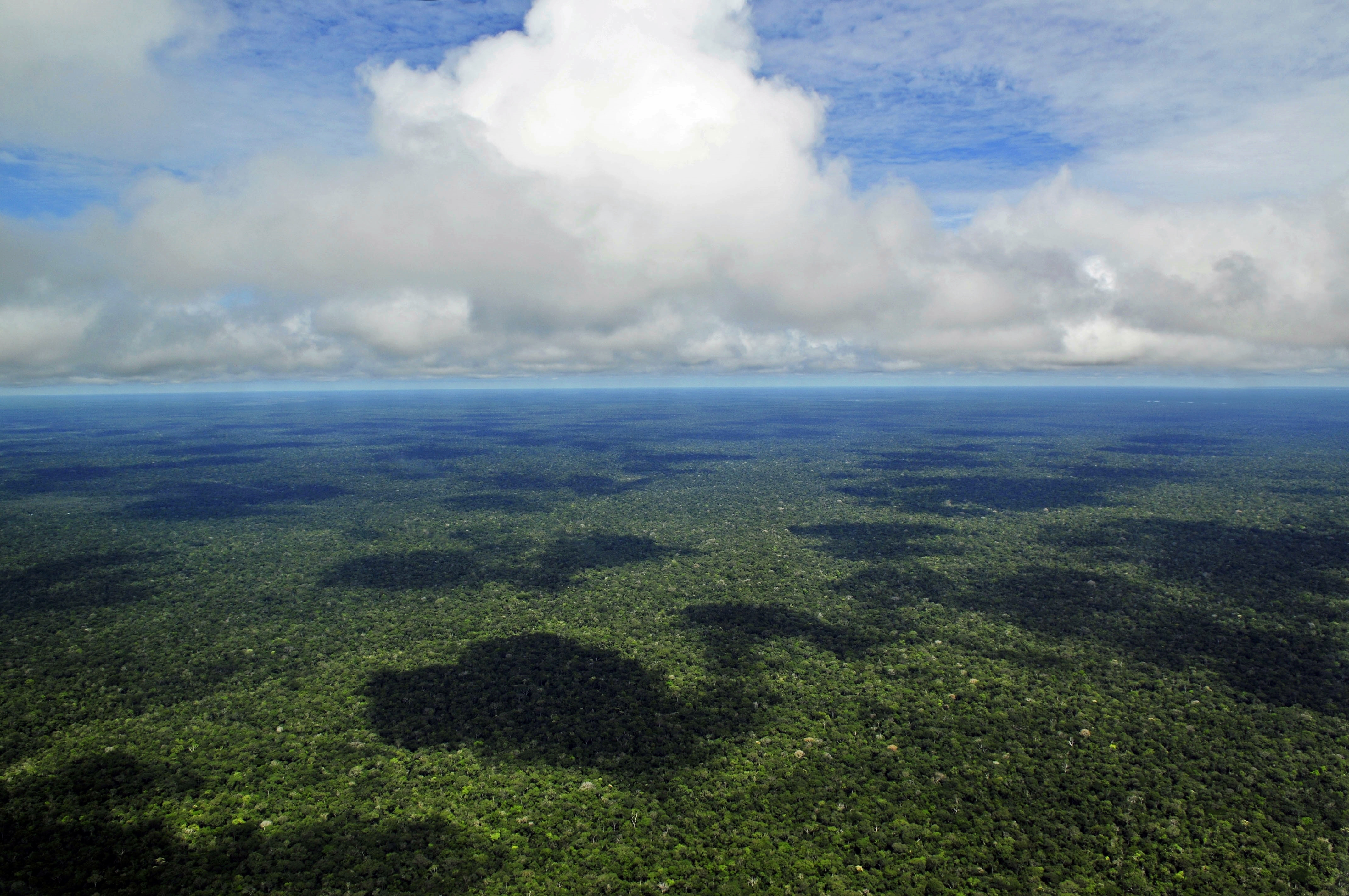
Fotografia aérea de uma pequena parte da Amazônia brasileira próxima a Manaus

No estado, até dezembro de 2010, as Unidades de Conservação de Proteção Integral (UCPI) e Unidades de Conservação de Uso Sustentável (UCUS) possuíam, juntas, uma área de 369.788 km², equivalente ao estado de Mato Grosso do Sul. Essa área correspondia a 23,5% do território do Amazonas. Individualmente, as Unidades de Uso de Proteção Integral representavam 7,8% da área territorial amazonense, e as Unidades de Uso Sustentável representavam 15,8% desse total. Comparando a extensão de Unidades de Conservação (UCs) no Brasil, o estado possui a segunda maior extensão, superado apenas pelo Pará, com seus 403.155 km². A maior parte delas era administrada pelo governo estadual.
A criação de Unidades de Conservação (UC) nos estados da Amazônia deu-se a partir da década de 2000. Até então, a criação e demarcação de tais locais dava-se apenas em áreas remotas dos estados. Grande parte destes foram criados com o intuito de auxiliar a regularização fundiária e desincentivar o avanço do desmatamento em áreas de grande concentração populacional. Das Unidades de Conservação criadas a partir de 2003 no estado, 58% delas eram de uso sustentável e 33% foram criadas em regiões de grande avanço populacional.
Em dezembro de 2010, apenas 24% das UCs possuíam plano de manejo aprovados por seus conselhos gestores, enquanto 50% destas não possuíam tal plano. Há ainda de se destacar que o número de conselho gestores nestas unidades é baixo: 48% delas possuíam conselhos gestores, deliberativos ou consultivos, enquanto outras 45% não possuíam e eram administradas unicamente pelo órgão estadual ou federal. A vasta fauna possui felinos, como as onças, grandes roedores, como as capivaras, aves, répteis e primatas. O maior desses animais é a anta e todos constituem fonte de alimento para as populações rurais. Alguns encontram-se ameaçados de extinção e são protegidos por órgãos especiais dos governos. A Reserva de Desenvolvimento Sustentável Mamirauá, a maior unidade de conservação em área alagada do país, localiza-se no estado. Foi criada em 1996 e está situada nos municípios de Fonte Boa, Maraã e Uarini.
Parques nacionais

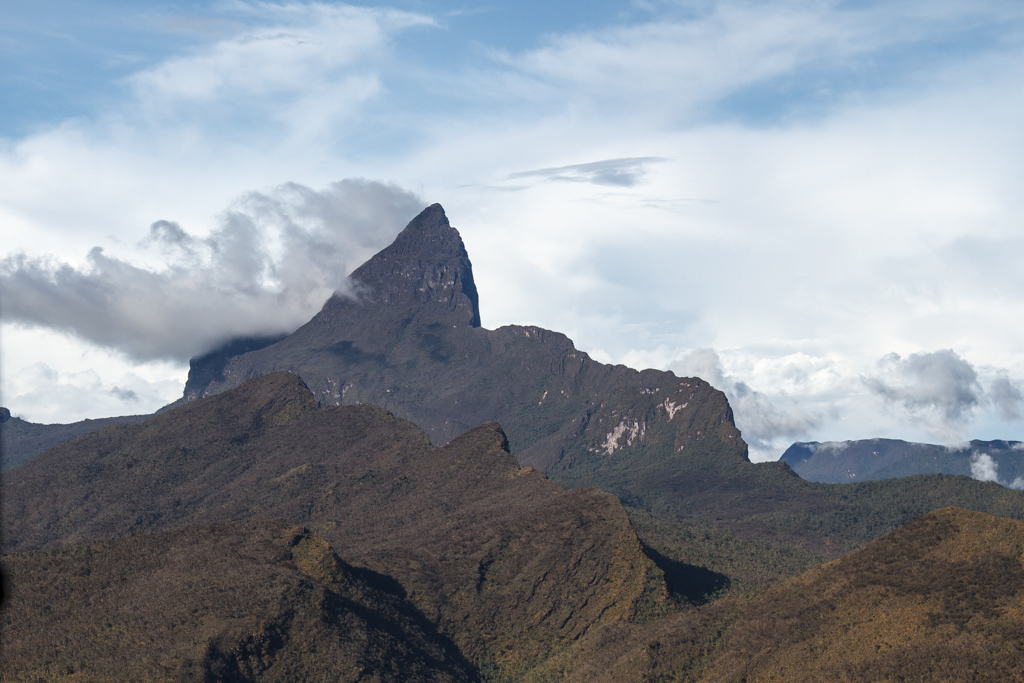
O Pico da Neblina, dentro do parque nacional homônimo, é o ponto mais alto do Brasil, em Santa Isabel do Rio Negro

Ao menos três dos principais parques nacionais brasileiros estão no Amazonas. O principal deles é o Parque Nacional do Jaú, criado em 1980, através do decreto-lei nº 85 200. Possui 2,272 milhões de hectares de área e está situado nos municípios de Novo Airão e Barcelos. É o maior parque nacional do Brasil e o maior de floresta tropical úmida no mundo. A temperatura média local é de 27 °C. É administrado pelo Instituto Brasileiro do Meio Ambiente e dos Recursos Naturais Renováveis (IBAMA).
Também são notáveis os parques da Amazônia e do Pico da Neblina. O Parque Nacional da Amazônia foi criado pelo decreto-lei nº 73 683 em 19 de fevereiro de 1974 e está situado entre o Amazonas e Pará. A criação do Parque Nacional do Pico da Neblina ocorreu em 1979 pelo decreto-lei nº 83 550. Sua área é de 2,2 milhões de hectares e está situado no município de São Gabriel da Cachoeira. Abriga o ponto mais alto do Brasil, o Pico da Neblina, com 2 995 metros.
Parques estaduais
A Área de Proteção Ambiental Nhamundá foi o primeiro parque de caráter estadual no estado, instituído pelo decreto-lei nº 12 836 em 1990, com uma área de 195,9 mil hectares (ha). Situa-se no município de Nhamundá e possui ecossistemas de várzea e campos naturais, além de florestas de terra firme, com planícies e serras. Seu acesso é feito por via fluvial. Por meio da lei estadual n° 3 602, de 9 de maio de 2011, foi recategorizado de parque estadual para área de proteção ambiental.
Três dos principais parques no Amazonas são:
- Parque Estadual Serra do Aracá, criado em 1990, através do decreto-lei nº 12 836, situado em Barcelos e ocupando uma área de 1,8187 milhões de hectares — 15% da área do município;
- Parque Estadual Rio Negro Setor Norte, localizado em Novo Airão e com área de 178 620 hectares. Foi estabelecido pelo decreto-lei nº 16 497 de 2 de abril de 1995 e engloba 5% da área do município. Abriga as ruínas da cidade fantasma de Velho Airão e sítios arqueológicos;
- Parque Estadual Rio Negro Setor Sul, situado entre Manaus e Novo Airão e criado através do mesmo decreto-lei do parque anterior. Ocupa uma área de 257 422 hectares, ocupando cerca de 4% da área do município de Manaus. É usado para o ecoturismo e habitado por comunidades tradicionais, como caboclos e ribeirinhos.[92]

Destacam-se ainda os parques de Sumaúma, a única unidade de conservação estadual em área urbana no Amazonas, situada em Manaus, no bairro Cidade Nova e instituída em 2003; Sucunduri, com 808 312,179 hectares, criada em 2005 em Apuí;  Cuieiras, com 55,8 mil hectares; Guariba, possuindo 72 296,331 hectares e criado em 2005 em Manicoré, no sul do estado; e Matupiti, nas bacias dos rios Matupiri e Autaz Mirim, em Borba e Manicoré, também no sul do estado. Quase todos os parques estaduais são administrados pelo Instituto de Proteção Ambiental do Amazonas (IPAAM).

## Demografia
O Amazonas experimentou um considerável crescimento populacional no início do século XX, devido ao período da áurea da borracha, e após a instalação do Polo Industrial de Manaus, na década de 1960. Na década de 1950, a taxa de crescimento anual era de 3,6% ao ano e, ainda que tenha descrecido para 2,7% ao ano entre 1991 e 2020 e 2,16% ao ano nos anos 2000, o Amazonas ainda cresce acima da média nacional.
De acordo com o censo brasileiro de 2010, realizado pelo Instituto Brasileiro de Geografia e Estatística (IBGE), o Amazonas era habitado por 3 483 985 habitantes, sendo que havia 2 755 490 habitantes em área urbana (78,4%) e 728 495 habitantes em área rural (17,3%). Quanto à questão de gênero, havia 1 753 179 homens e 1 730 806 mulheres. Foram identificados 902 780 domicílios, sendo que apenas 801 640 deles eram ocupados, gerando um déficit habitacional de 101 140 domicílios. A média de habitantes por domicílio era de 4,24 pessoas. A capital, Manaus, é a maior cidade da região Norte, com 2,1 milhões de habitantes. A composição da população amazonense por sexo mostra que para cada 100 mulheres residentes no estado existem 96 homens; esse pequeno desequilíbrio entre os dois sexos ocorre porque as mulheres possuem uma expectativa de vida oito anos mais elevada que a dos homens. Porém, o fluxo migratório para o estado é de maioria masculina.

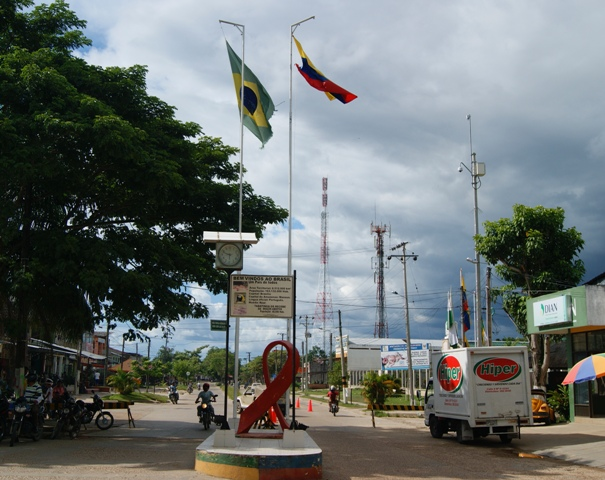
Tabatinga, localizado na tríplice fronteira fronteira Brasil–Colômbia–Peru, o sexto município mais populoso do estado

Na questão de alfabetização, habitantes do estado com mais de cinco anos de idade alfabetizados totalizavam 2 670 173 pessoas. Pelo menos 791 162 habitantes afirmaram serem portadores de algum tipo de deficiência permanente, destacando-se a deficiência motora, com 38 509 deficientes declarados. Destacando a questão do estado civil, havia 1 948 604 pessoas com mais de 10 anos de idade solteiras, 640 437 pessoas com mais de 10 anos de idade casadas, 74 287 pessoas viúvas, 41 698 divorciadas e 23 116 pessoas desquitadas ou separadas judicialmente. Há de se destacar que 699 439 pessoas declararam viver em união consensual.
Ainda de acordo com o censo de 2010, 791 162 habitantes declararam possuir algum tipo de deficiência. A deficiência mental ou intelectual apresentou-se em 38 509 habitantes, enquanto outros 149 796 habitantes declararam possuir alguma deficiência motora. 124 737 habitantes declararam possuir algum tipo de deficiência auditiva, enquanto outros 530 296 habitantes possuem deficiência visual. Os habitantes que declararam não possuir nenhum tipo de deficiência somam-se 2 692 764 habitantes.
Conforme estimativa divulgada pelo IBGE em agosto de 2021, a população do estado atingiu 4 269 995 habitantes. A população deste representa 22% da população da região Norte e 2% da população brasileira.

### Migração
Durante cem anos, de 1810 a 1910, um relevante número de migrantes e imigrantes espalharam-se por diversas cidades e povoados da Amazônia, principalmente entre Belém e Manaus. Eram em grande parte, atraídos pelo ciclo da borracha. Entre os migrantes, destacou-se principalmente os nordestinos, e entre os imigrantes, os árabes e japoneses. Os japoneses entretanto, chegaram ao Amazonas somente a partir de 1923. Com o fim do ciclo da borracha, o Governo do Amazonas cedeu 1,030 milhão de hectares a serem divididos entre os imigrantes japoneses que desejassem fazer cultivo do solo da região, como forma de movimentar a economia do estado em crise.
Os primeiros imigrantes dirigiram-se a cidades como Maués, Parintins, Itacoatiara, Presidente Figueiredo e Manaus. Até então, Maués era a cidade com o maior fluxo de imigração japonesa e onde eles iniciaram o cultivo do guaraná. Porém, em 1941, houve uma epidemia de malária que vitimou várias famílias. Outras famílias destinaram-se a Parintins, onde dividiram vários hectares de terra com os "koutakusseis", jovens europeus estudantes de agronomia, provenientes de famílias de classe alta que imigraram para o Amazonas no intuito de se fixarem para sempre. Estima-se que existam no Amazonas 5 000 descendentes de imigrantes japoneses.
No censo de 2010, 165 920 habitantes não eram naturais da unidade federativa, a maior parte oriundos de outros estados da própria Região Norte brasileira, em especial Pará e Rondônia. O estado possui ainda, a maior população estrangeira na Região Norte e a oitava no Brasil.

### Etnias
| Grupos étnicos no Amazonas | Grupos étnicos no Amazonas | Grupos étnicos no Amazonas | Grupos étnicos no Amazonas | Grupos étnicos no Amazonas |
| -------------------------- | -------------------------- | -------------------------- | -------------------------- | -------------------------- |
| Etnia                      |                            |                            | Porcentagem                |                            |
| Pardos                     | Pardos                     |                            | 68,8%                      | 68,8%                      |
| Brancos                    | Brancos                    |                            | 18,4%                      | 18,4%                      |
| Pretos                     | Pretos                     |                            | 4,9%                       | 4,9%                       |
| Indígenas                  | Indígenas                  |                            | 7,7%                       | 7,7%                       |
| Amarelos                   | Amarelos                   |                            | 0,2%                       | 0,2%                       |

A população do Amazonas é composta basicamente por pardos, brancos, indígenas e negros. A forte imigração no final do século XIX e início do século XXI trouxe ao estado pessoas de todas as partes do Brasil e do mundo. Dos mais de cinco milhões de imigrantes que desembarcaram no Brasil, alguns milhares se fixaram no estado do Amazonas, destacando-se os portugueses e japoneses. Os portugueses que chegaram ao estado destinaram-se sobretudo a Manaus, e passaram a dedicar-se ao comércio. Por volta de 1929, chegaram os primeiros japoneses, que passaram a viver em municípios como Maués, onde trabalhavam no cultivo do guaraná para uso medicinal, e Parintins. Há ainda, uma crescente imigração de haitianos.
O município de São Gabriel da Cachoeira, no extremo noroeste do estado, é o município com maior população indígena no país. Em 2010, o percentual de população indígena do município foi de 76,31%. Além deste, Boa Vista do Ramos registra o maior percentual de população parda no estado e o terceiro do país, com 92,40% autodeclarados pardos no censo de 2010. Manaquiri também destaca-se por ser o quinto município brasileiro com maior população amarela, 6,26% do total de sua população. Segundo dados da Síntese de Indicadores Sociais do Censo demográfico de 2010, promovido pelo IBGE, a população do estado dividi-se da seguinte forma, na questão étnica: Pardos (77,2%), brancos (20,9%), pretos (1,7%) e amarelos ou indígenas (0,2%). Nenhum outro estado no Brasil tem maior população indígena do que o Amazonas, divididos em 65 etnias. Além disso, o estado figura com o maior percentual de população parda no Brasil.
Entre os que se autodeclaram pardos, o mais característico é o caboclo. Inicialmente nascido da mestiçagem entre indígenas e europeus, a partir do século XIX, também miscigenou-se com nordestinos. Os imigrantes sulistas, predominantemente brancos, que chegaram ao estado no final do século XX, têm sido também mestiçados com a população cabocla. O Dia do Mestiço (27 de junho) e o Dia do Caboclo (24 de junho) são datas oficiais no estado. Em 29 de dezembro de 2011, o município amazonense de Autazes estabeleceu o dia 27 de junho como feriado municipal, em reconhecimento à identidade mestiça. Em 28 de agosto de 2012, outro município do estado, Careiro da Várzea, também decretou feriado municipal o dia 27 de junho pelo Dia do Mestiço. Os dois municípios são os únicos no Brasil a homologar em forma de feriado a ênfase da população parda. São Gabriel da Cachoeira, na microrregião de Rio Negro, é um dos três únicos municípios brasileiros a possuir mais de um idioma oficial: Além do português, as línguas tucano, nhengatu e baníua são reconhecidas como idiomas oficiais do município, desde 2002.

### Línguas oficiais
No dia 20 de julho de 2023, por ocasião da promulgação da primeira tradução da Constituição Federal Brasileira em Nheengatu, o Amazonas formalizou o reconhecimento de 16 línguas indígenas como oficiais do estado. Fora o português, as línguas oficializadas na solenidade são: Apurinã, Baniwa, Desano, Kanamari, Marubo, Matis, Matses, Mawe, Mura, Nheengatu, Tariana, Tikuna, Tukano, Waiwai, Waimiri e Yanomami.

### Religião

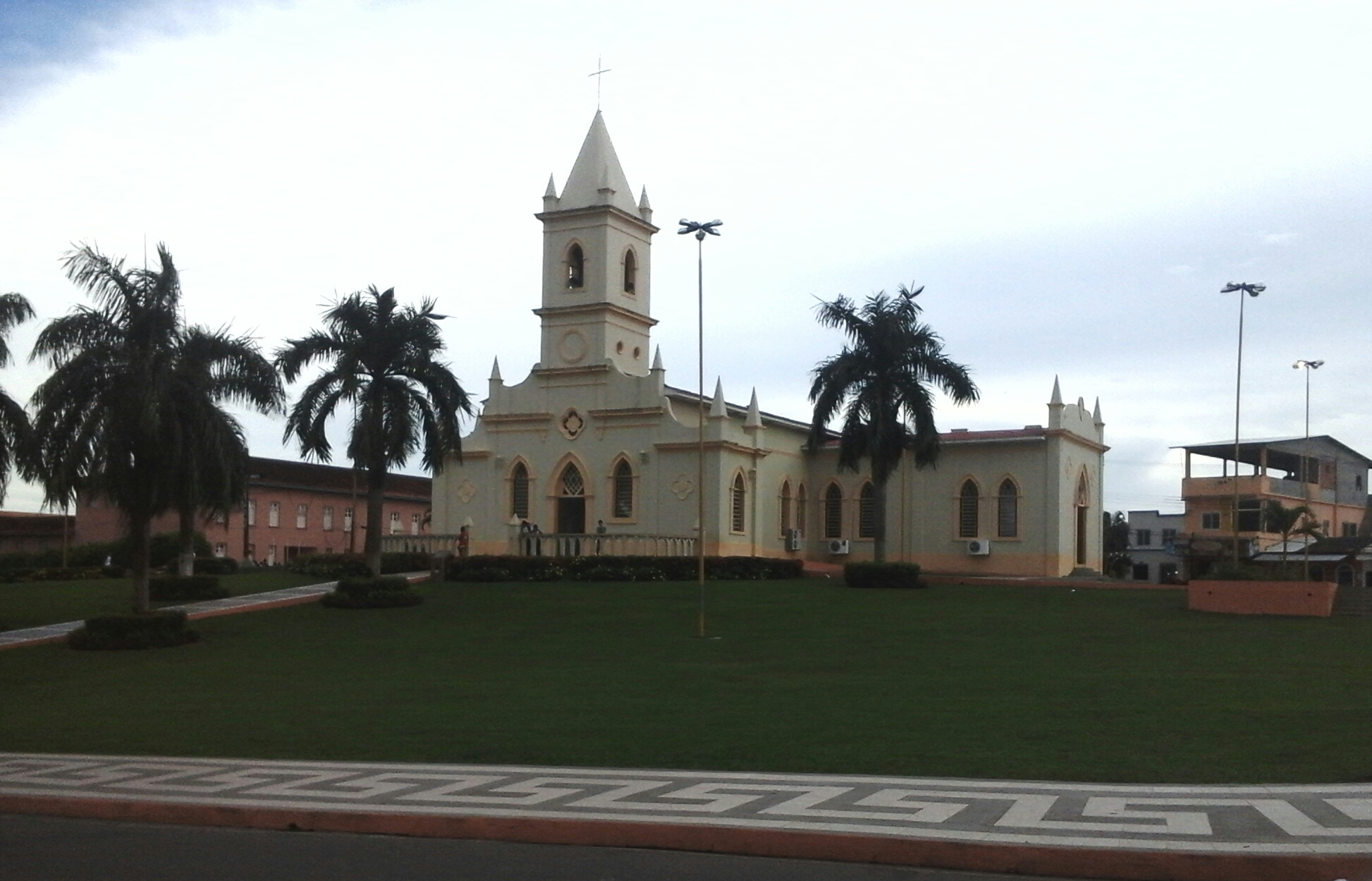
Catedral Diocesana de Sant'Ana e São Sebastião, em Coari

Tal qual a variedade cultural verificável no Amazonas, são diversas as manifestações religiosas presentes no estado. Embora tenha se desenvolvido sobre uma matriz social eminentemente católica, tanto devido à colonização quanto à imigração - e ainda hoje a maioria dos amazonenses se declara católica - é possível encontrar atualmente no estado dezenas de denominações protestantes diferentes.
A Igreja Católica no Amazonas está organizada em várias dioceses e prelazias que cobrem extensas áreas da floresta e dos rios, refletindo a complexidade geográfica e cultural da região. A Arquidiocese de Manaus, a principal do estado, coordena pastoralmente outras dioceses como as de Parintins, Itacoatiara, Alto Solimões, Borba, Coari e São Gabriel da Cachoeira, e as prelazias de Itacoatiara e Tefé. Além de seu papel espiritual e social, a Igreja Católica também está profundamente ligada à cultura local por meio das festas religiosas. Celebrações como a Festa de Santo Antônio de Borba e a tradicional Festa de Nossa Senhora do Carmo, em Parintins, atraem milhares de fiéis e são marcadas por manifestações culturais que misturam fé e tradição amazônica.
O estado possui os mais diversos credos protestantes ou reformados, como a Igreja Presbiteriana, Igreja Batista, Igreja Luterana, Igreja Adventista, Igreja do Evangelho Quadrangular, Igreja Mundial do Poder de Deus, Igreja Internacional da Graça de Deus, Igreja Assembleia de Deus, Igreja Universal do Reino de Deus, Igreja Metodista, Igreja Adventista do Sétimo Dia e Igreja Episcopal Anglicana. Além dessas, grande parte declara-se seguidores de outras religiões, tais como os Santos dos Últimos Dias ou mórmons; as Testemunhas de Jeová; os messiânicos; os judeus; os esotéricos; os muçulmanos e os espiritualistas. No estado há um templo mórmon, o Templo de Manaus, sendo o sexto operado no Brasil.
De acordo com dados do censo de 2010 realizado pelo Instituto Brasileiro de Geografia e Estatística (IBGE), a população do Amazonas está composta por: católicos (61,2%), protestantes (32,1%), pessoas sem religião (6,2%), espíritas (0,4%) e outras religiões (0,1%).

### Segurança pública e criminalidade

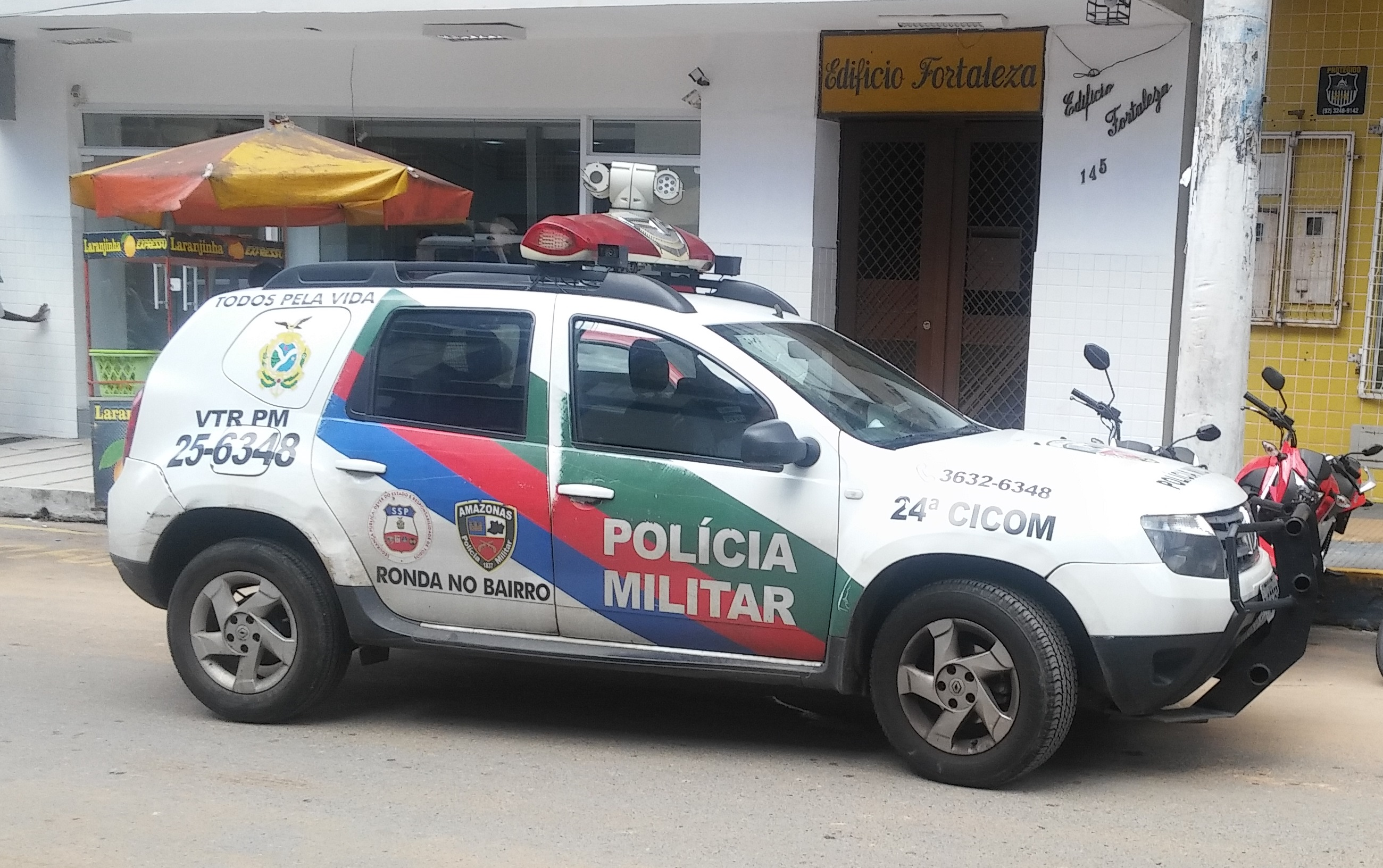
Viatura da Polícia Militar do Amazonas

Assim como os demais estados do Brasil, o Amazonas possui dois tipos de corporações policiais que possuem a finalidade de realizar a segurança pública em seu território. São elas: a Polícia Militar do Amazonas (PMAM), que possui um efetivo de 7 500 militares, e a Polícia Civil do Estado do Amazonas, exercendo a função de polícia judiciária e sendo subordinada ao governo do estado.
A Polícia Militar do Estado do Amazonas é uma das mais antigas do Brasil, tendo sido criada em 4 de abril de 1837, primeiramente para combater os revoltosos da Cabanagem, com um efetivo de apenas 1 339 militares. Após este feito, a PMAM também envolveu-se nas Guerra do Paraguai e de Canudos, além da Revolução do Acre. Conforme dados do "Mapa da Violência 2010", publicado pelo Instituto Sangari e pelo Ministério da Justiça, a taxa de homicídios por 100 mil habitantes do estado do Amazonas é a décima-terceira maior do Brasil. O número de homicídios ocorridos no estado aumentou de 21,3 para 24,8 por 100 mil habitantes no período entre 1998 e 2008. Entre 2008 e 2010, a taxa de homicídios cresceu 5,8 e atingiu 30,6 por 100 mil habitantes.
A Região Metropolitana de Manaus concentra a maior taxa (43,3), enquanto os municípios do interior do estado apresentam apenas uma taxa de 11,1. Em 2010, os cinco municípios que registraram as maiores taxas de homicídio, por 100 mil habitantes, foram: Manaus (46,7) Iranduba (39,2), Uarini (33,6), Tabatinga (32,5) e Presidente Figueiredo, com 29,4. Em contrapartida, os cinco municípios que registraram as menores taxas de homicídio foram: São Paulo de Olivença (3,2), Nova Olinda do Norte (3,3), Santo Antônio do Içá (4,1), Tapauá (5,2) e São Gabriel da Cachoeira, com 5,3. É notável o fato de 12 municípios não haverem registrado taxas de homicídios ou não terem sido divulgadas. Em âmbito nacional, o estado está entre os quinze mais violentos. Em âmbito regional, é o quarto mais violento da região Norte, sendo superado pelo Pará (45,9), Amapá (38,7) e Rondônia (34,6).

### Urbanização
Em 2010 foram identificados 902 780 domicílios no estado, dos quais 801 640 deles eram ocupados e 101 140 não eram ocupados. Em relação ao tipo de material dos domicílios particulares permanentes, 415 884 domicílios eram feitos de alvenaria com revestimento, 75 426 feitos de alvenaria sem revestimento, 256 467 domicílios feitos de madeira aparelhada, 9 265 domicílios construídos em palha, 2 519 domicílios em taipa revestida e 3 368 domicílios construídos com outro tipo de material. A maior parte dos domicílios possuía cinco cômodos.
Em relação ao abastecimento de água canalizada, 637 314 domicílios eram atendidos pelo sistema, um percentual de 83,05%. Os bens duráveis populares (geladeira, rádio, televisão e máquina de lavar) estavam presentes em 799 314 domicílios. Microcomputadores com acesso à internet existiam em 211 872 destes domicílios e 618 065 possuíam o uso de telefones fixo ou celular. Foram identificados 715 623 casas, 53 529 apartamentos, 19 539 casas de condomínio, 7 741 cortiços ou casas de vila e 3 197 ocas ou malocas.

## Política

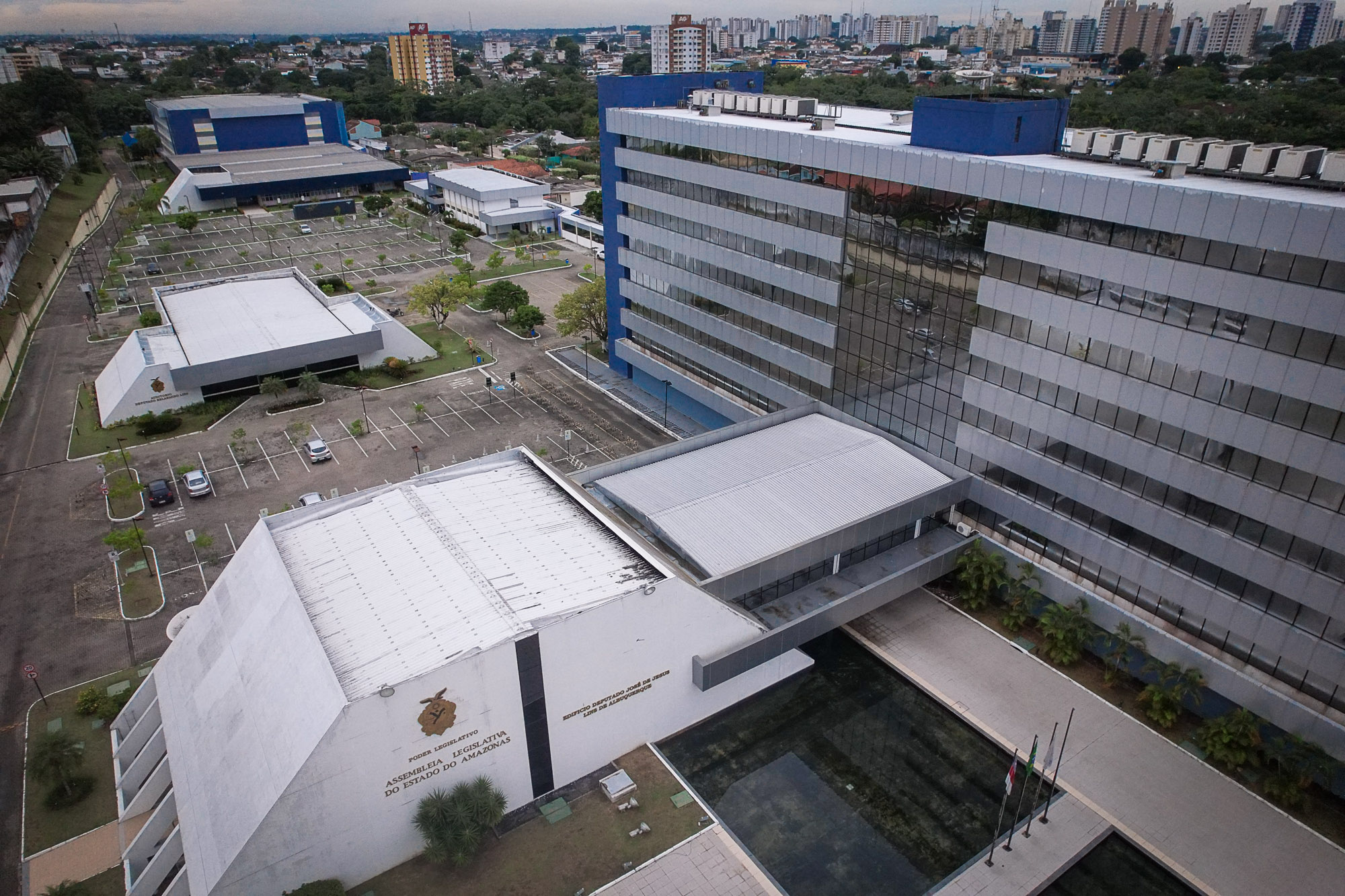
Assembleia Legislativa do Estado do Amazonas, órgão do poder legislativo estadual.

O Amazonas é um estado da federação, sendo governado por três poderes, o executivo, representado pelo governador, o legislativo, representado pela Assembleia Legislativa do Estado do Amazonas, e o judiciário, representado pelo Tribunal de Justiça do Estado do Amazonas e outros tribunais e juízes. Também é permitida a participação popular nas decisões do governo através de referendos e plebiscitos.
Manaus é o município com o maior número de eleitores, com 1,214 milhão destes. Em seguida aparecem Parintins, com 63,7 mil eleitores, Itacoatiara (61,7 mil eleitores), Manacapuru (61,1 mil eleitores) e Coari, Tefé e Tabatinga, com 47,5 mil, 38,9 mil e 29,6 mil eleitores, respectivamente. O município com menor número de eleitores é Japurá, com 4,2 mil.
Tratando-se sobre partidos políticos, todos os 35 partidos políticos brasileiros possuem representação no estado. Conforme informações divulgadas pelo Tribunal Superior Eleitoral (TSE), com base em dados de abril de 2016, o partido político com maior número de filiados no Amazonas é o Partido Comunista do Brasil (PCdoB), com 20 687 membros, seguido do Partido Social Cristão (PSC), com 18 934 membros e do Partido dos Trabalhadores (PT), com 17 265 filiados. Completando a lista dos cinco maiores partidos políticos no estado, por número de membros, estão o Partido do Movimento Democrático Brasileiro (PMDB), com 14 742 membros; e o Partido Progressista (PP), com 13 124 membros. Ainda de acordo com o Tribunal Superior Eleitoral, o Partido Novo (NOVO) e o Partido Socialista dos Trabalhadores Unificado (PSTU) são os partidos políticos com menor representatividade na unidade federativa, com 4 e 134 filiados, respectivamente.

## Subdivisões

Mapa do Amazonas com a divisão das regiões intermediárias (vermelho) e imediatas (cinza)

Região geográfica intermediária é, no Brasil, um agrupamento de regiões geográficas imediatas que são articuladas através da influência de uma ou mais metrópoles, capitais regionais e/ou centros urbanos representativos dentro do conjunto, mediante a análise do Instituto Brasileiro de Geografia e Estatística (IBGE).
As regiões geográficas intermediárias foram apresentadas em 2017, com a atualização da divisão regional do Brasil, e correspondem a uma revisão das antigas mesorregiões, que estavam em vigor desde a divisão de 1989. As regiões geográficas imediatas, por sua vez, substituíram as microrregiões. A divisão de 2017 teve o objetivo de abranger as transformações relativas à rede urbana e sua hierarquia ocorridas desde as divisões passadas, devendo ser usada para ações de planejamento e gestão de políticas públicas e para a divulgação de estatísticas e estudos do IBGE.
Oficialmente, as quatro regiões geográficas intermediárias do Amazonas são: a de Manaus, a de Tefé, a de Lábrea e a de Parintins. As regiões geográficas imediatas, por sua vez, substituíram as microrregiões. O Amazonas é dividido oficialmente em onze regiões imediatas: Manaus, São Gabriel da Cachoeira, Coari, Manacapuru, Tefé, Tabatinga, Eirunepé, Lábrea, Manicoré, Parintins e Itacoatiara.
É formado pela união de sessenta e dois municípios, desde a última alteração feita em 1988, criando o município de Alvarães.

## Economia

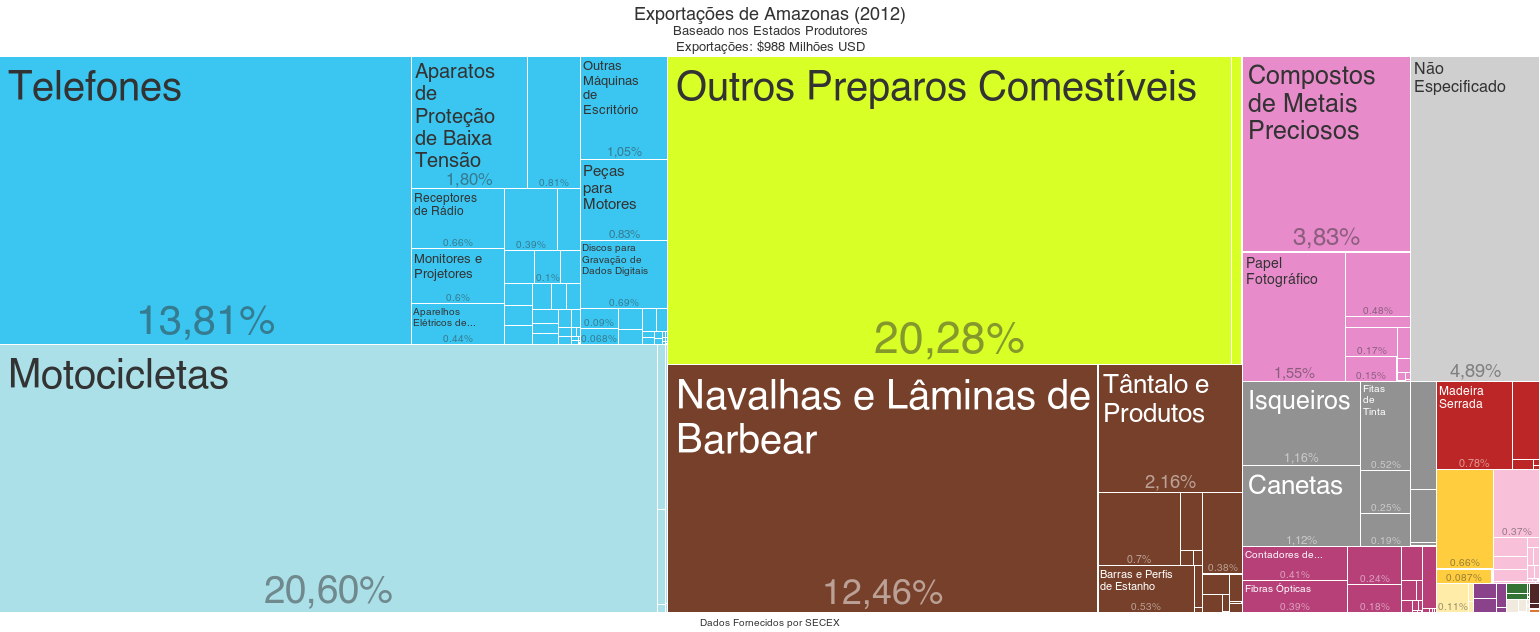
Exportações do estado do Amazonas em 2012

O Produto Interno Bruto (PIB) do Amazonas é o 15.º maior do país, destacando-se o setor terciário. De acordo com dados do IBGE, relativos a 2019, o PIB amazonense era de 108,1 bilhões, enquanto o PIB per capita era de 26 101,72.[carece de fontes?] Pará e Amazonas respondem juntos por aproximadamente 70% da economia da Região Norte do Brasil. Em termos de infraestrutura para investimentos em novos empreendimentos, o estado alcançou o segundo melhor desempenho do país nos últimos anos, sendo superado apenas pelo Distrito Federal, e sendo um dos que mais crescem economicamente. Ao lado do Pará, é o estado que mais influencia na economia do Norte brasileiro. Em 2010, a economia do Amazonas passou a representar 1,8% da economia brasileira, um aumento de 0,1 pontos percentuais comparado a 2009.

### Setor primário
De todos, o setor primário é o menos relevante para a economia estadual. Representava em 2018 apenas 5,5 % da economia do Amazonas. Segundo o IBGE, o estado possuía em 2011 um rebanho bovino de 1 439 597 cabeças, além de  13 685 equinos, 81 851 bubalinos, 671 asininos, 947 muares, 94 435 suínos, 21 488 caprinos, 69 131 ovinos, 18 389 codornas, 1 300 coelhos e 4 076 184 aves. Entre as aves, 2 801 449 eram galinhas e 1 274 735 galos, frangos e pintinhos. No mesmo ano, o estado produziu 52 033 mil litros de leite de vacas. Foram produzidos 72 088 dúzias de ovos de galinha e 48 394 quilos de mel-de-abelha.
O Amazonas é o maior produtor de fibras do Brasil, com participação de 87% da produção nacional (IBGE -PAM/2014). Os maiores produtores da fibra no Amazonas são da região das calhas dos rios Negro e Solimões, como Manacapuru, Anamã, Autazes, Careiro, Careiro da Várzea, Vila Rica de Caviana, Caapiranga, Iranduba, Manaquiri, Novo Airão, Rio Preto da Eva, Manaus, Beruri, Coari, Codajás e Anori. A produção total desses municípios anualmente varia de 20 a 200 toneladas de juta, e de malva gira em torno de 100 a 744 toneladas. Manacapuru e Beruri se destacam com a produção média de 70 a 100 toneladas de juta.
O estado detinha 3% da produção de leite de vacas e 7% do valor da produção do mesmo, entre os estados da Região Norte do Brasil. Além deste, a produção de ovos de galinha no estado representava 57% da produção entre os estados da Região Norte, e 53% do valor da produção entre os mesmos estados. Sobre o mel de abelha, a produção do estado representava 5% entre os estados de sua região e 11% no valor da produção. É notável também que o estado produziu 354 mil dúzias de ovos de codorna em 2011, representando 29% da produção da Região Norte e o valor da produção de ovos de codorna ficou em 26%. Na lavoura temporária são produzidos abacaxi, arroz, batata-doce, cana-de-açúcar, feijão, fumo, juta, malva, mandioca, melancia, milho, soja, tomate e trigo. Os maiores valores de produção na lavoura temporária foram de mandioca (519.911 mil reais), abacaxi (87.291 mil reais) e malva (16.495 mil reais). Já na lavoura permanente produzem-se abacate, banana, borracha natural (látex), cacau, café, coco, dendê, goiaba, guaraná, laranja, limão, mamão, manga, maracujá, palmito, pimenta-do-reino, tangerina e urucum. Os maiores valores de produção na lavoura permanente foram de banana (80.899 mil reais), laranja (64.729 mil reais) e mamão (30.191 mil reais).
A agropecuária registrou, em 2008, um aumento de 23,7% na composição do PIB do estado, o terceiro maior desempenho entre os estados do país naquele ano. Em relação à indústria madeireira, produzem-se carvão vegetal, lenha e madeira em tora. Na silvicultura, o estado produz produtos alimentícios como o açaí, castanha-do-pará (também chamada castanha-do-brasil ou castanha-da-amazônia) e umbu, além de látex coagulado e produtos oleaginosos. Há também produção de fibras, como o buriti e piaçava. O estado caracteriza-se com a segunda maior produção de açaí, sendo superado apenas pelo Pará.

### Setor secundário

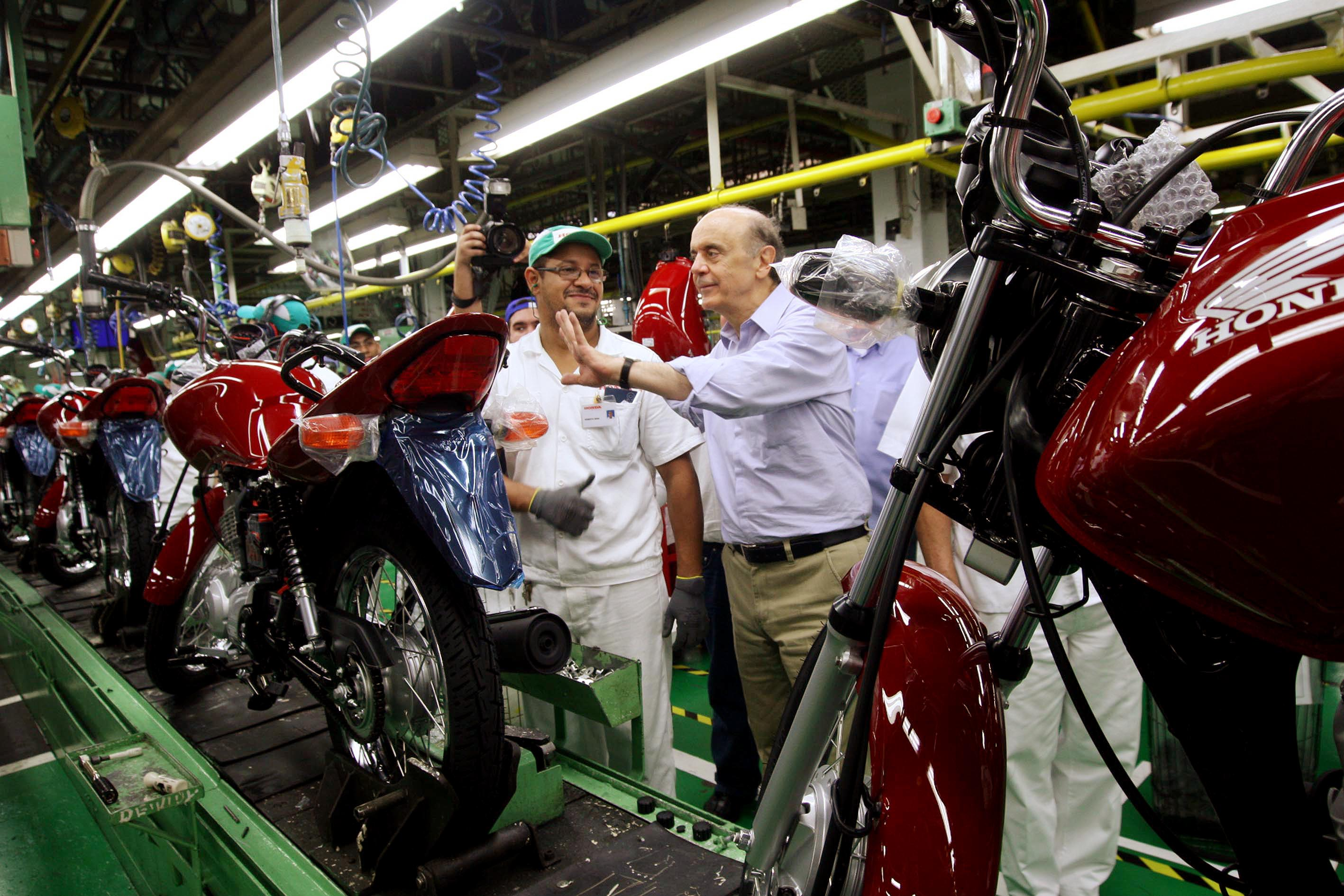
José Serra visita a linha de montagem da Honda no Polo Industrial de Manaus

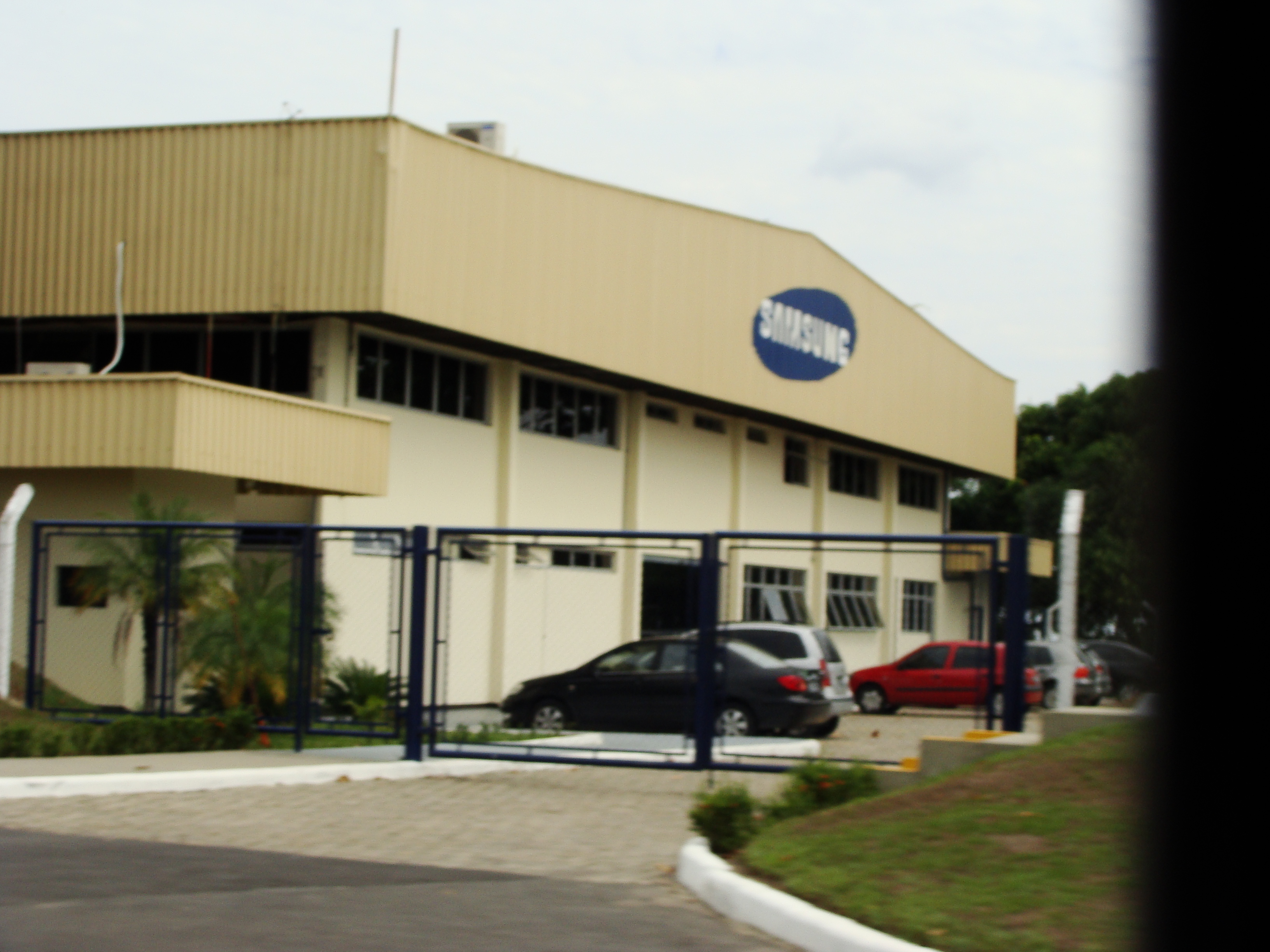
Fábrica da Samsung em Manaus

Responsável por 28,9% do PIB do Amazonas, de acordo com dados IBGE de 2018, o setor secundário destaca-se na Grande Manaus pelo fato da região concentrar a maioria das indústrias presentes no estado. O Polo Industrial de Manaus consolidou-se como o terceiro maior centro industrial do Brasil. Em Coari, a Província Petrolífera de Urucu, descoberta em 1986, é a maior reserva terrestre de petróleo e gás natural do Brasil. Outros municípios com notáveis indústrias no estado são Itacoatiara, Iranduba, Manacapuru e Tabatinga, onde originam-se unidades madeireiras e de materiais de construção. O órgão responsável pelas indústrias amazonenses ou sediadas no estado é a Federação das Indústrias do Estado do Amazonas (FIEAM).
O setor secundário cresceu gradativamente no Amazonas. A participação relativa do setor industrial no PIB do estado, que era de 14,7 % em 1970, passou para 19,00% em 1975 e 37,2% em 1980, o que fez com que a variação percentual do crescimento real do produto industrial regional tenha alcançado 826,28 % na década de 1970. Em sua história recente, o Amazonas possui participação majoritária no produto industrial da Região Norte, detendo 48 % entre os sete estados regionais.
A Zona Franca de Manaus (ZFM), também conhecida como Polo Industrial de Manaus, é o principal centro industrial da região Norte e um dos maiores do Brasil. Foi implantado pelo regime militar brasileiro com o objetivo de viabilizar uma base econômica na Amazônia Ocidental, promovendo melhor integração produtiva e social dessa região ao país e garantindo a soberania nacional sobre suas fronteiras É considerado um dos mais modernos da América Latina e tem como abrangência os estados da Amazônia Ocidental (Acre, Amazonas, Rondônia e Roraima) além de dois municípios do estado do Amapá (Macapá e Santana). Segundo dados da SUFRAMA, o faturamento total do Polo Industrial obtido em 2016 foi de R$ 74,7 bilhões. Suas indústrias são voltadas, em geral, para a produção de produtos eletroeletrônicos, plásticos, madeireiros e polo de duas rodas.
Seus principais polos industriais são:
- Região Metropolitana de Manaus; maior polo de riqueza estadual, concentra a maioria indústrias no Amazonas, onde a capital do estado detém o oitavo maior PIB municipal do Brasil. O faturamento desse polo é em média cerca de US$ 20 bilhões por ano, com exportações superiores a US$ 2,2 bilhões. São mais de 700 fábricas de grande, médio e pequeno porte que fabricam uma grande quantidade da produção brasileira de motocicletas, televisores, monitores para computadores, cinescópios, telefones celulares, aparelhos de som, DVDs players, relógios de pulso, aparelhos de refrigeração, bicicletas, produtos químicos, madeiras, tijolos, bebidas e materiais de construção.[166]
- Coari; a segunda maior economia do estado, apresenta concentrações de indústrias alimentícias, madeireira, petrolífera e tijolos.[166][158]
- Parintins; a quinta maior economia do estado, a indústria é composta basicamente por micro e pequenas nos setores de madeireira, alimentos, gráfica, naval, oleira, química e vestuário.[166]

### Setor terciário

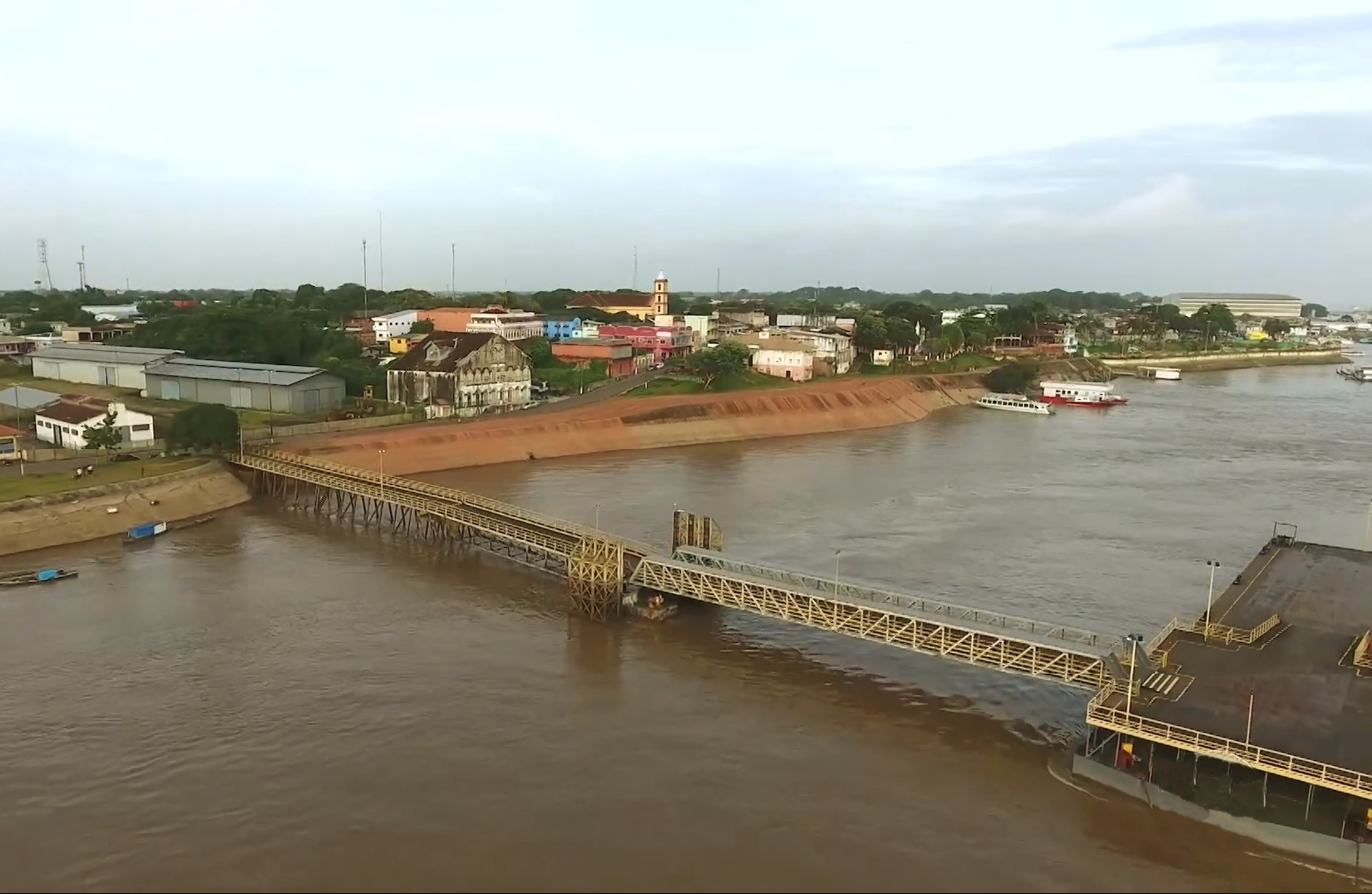
Região portuária de Itacoatiara, o segundo município mais rico do estado.

O setor terciário é o mais importante do PIB amazonense, pois corresponde a metade das atividades econômicas do estado. Em 2018, a participação dos serviços representava 49,9 % do valor total adicionado à economia de todo o estado.
A unidade federativa abrigava em 2009, cerca de 4 530 unidades empresariais, de acordo com a Pesquisa Anual de Serviços (PAS) promovida pelo Instituto Brasileiro de Geografia e Estatística (IBGE). Aproximadamente 774 357 habitantes exerciam a função de empregados no setor público ou privado, revelado pelo censo de 2010. Destes, 419 804 empregados exerciam atividades profissionais com carteira de trabalho assinada e 259 972 profissionais não possuíam carteira de trabalho assinada. 374 116 habitantes eram autônomos e 94 582 habitantes eram funcionários públicos estatutários ou militares. Destacam-se também, o número de pessoas que trabalhavam na produção para o próprio consumo, cerca de 128 130 pessoas e 33 141 que declararam não receber remuneração por suas atividades profissionais. Na questão salarial, 444 398 pessoas declararam receber até um salário mínimo, 360 494 pessoas declararam receber entre 1 e 2 salários mínimos, 86 546 pessoas declararam receber entre 3 a 5 salários mínimos e 7 928 declararam receber mais de 20 salários mínimos. É no estado que se registra a menor porcentagem de trabalhadores que exercem seu trabalho fora de seu município de origem. Apenas 1,4% dos habitantes trabalhadores do Amazonas exercem sua atividade profissional em outro município que não seja o seu domiciliar. O nível de ocupação de pessoas empregadas com mais de 10 anos no estado, foi registrado em 48,5 estando abaixo da média nacional, de 53,3. Dados do Censo brasileiro de 2010 indicaram a existência de 1 466 464 pessoas economicamente ativas no estado, sendo que destas, 1 323 402 exerciam alguma ocupação no período em que ocorreu o censo e 143 058 encontravam-se desocupadas. Em contrapartida, 1 261 576 pessoas declararam não serem economicamente ativas. Entre os habitantes que declararam serem economicamente ativos, o maior número está na faixa etária dos 25 a 29 anos, onde 226 703 habitantes são ativos na economia, em um total de 323 533 que vivem no estado. O menor número registrado foi na faixa etária entre 50 a 54 anos, onde 87 960 habitantes dos 125 349 que vivem no estado são ativos na economia. É notável ainda, o número de crianças e adolescentes que exercem alguma atividade profissional e movimentam a economia: 43 233 em um total de 400 422 habitantes entre 10 e 14 anos. O número de habitantes com mais de 70 anos que declarou estar em idade ativa na economia também é notório: 16 338 em um total de 88 949 habitantes nesta faixa etária que vivem no estado. Quanto a sua pauta de exportação, é representada principalmente por motocicletas (20,60%), outros preparos comestíveis (20,28%), telefones (13,81%), navalhas e lâminas de barbear (12,46%) e compostos de materiais preciosos (3,83%).

## Infraestrutura

### Saúde

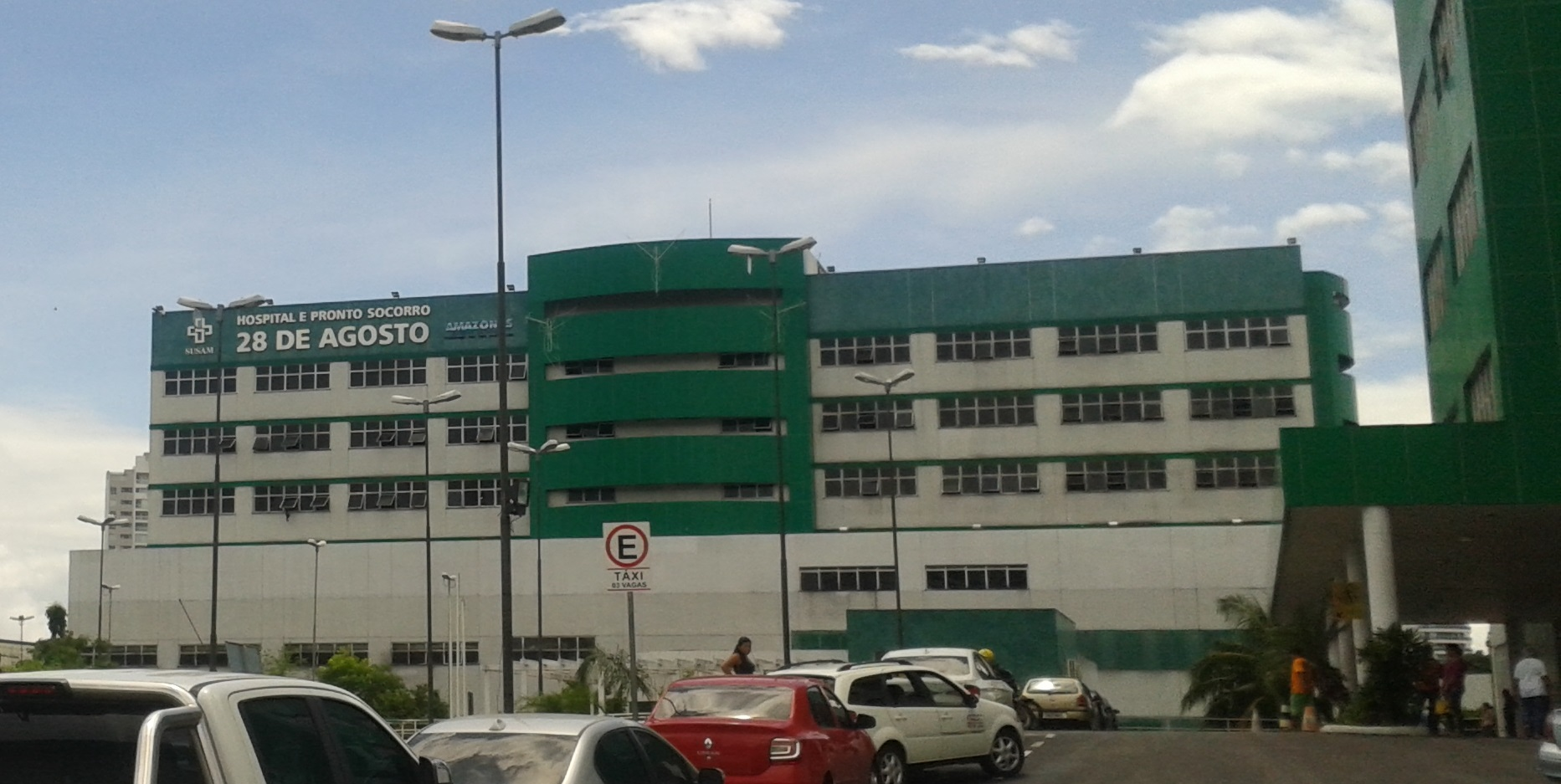
Hospital 28 de Agosto, o maior complexo hospitalar de urgência e emergência da região Norte.

Conforme dados de 2009, existiam, no estado, 1 010 estabelecimentos hospitalares, com 5 310 leitos. Destes estabelecimentos hospitalares, 786 eram públicos, sendo 609 de caráter municipais, 117 de caráter estadual e 60 de caráter federal. 224 estabelecimentos eram privados, sendo 216 com fins lucrativos e 8 sem fins lucrativos. 148 unidades de saúde eram especializadas, com internação total, e 848 unidades eram providas de atendimento ambulatorial. Ainda em 2009, 83,05% da população amazonense tinha acesso à rede de água, enquanto 58% tinha acesso à rede de esgoto sanitário. No mesmo ano, verificou-se que o estado tinha um total de 656,1 leitos hospitalares por habitante e, em 2005, registrou-se 8,4 médicos para cada grupo de 10 mil habitantes. A mortalidade infantil é de 24,2 a cada mil nascimentos, de acordo com dados de 2009. Uma pesquisa promovida pelo IBGE em 2008 revelou que 81,6% da população do estado avalia sua saúde como boa ou muito boa; 58,9% da população realiza consulta médica periodicamente; 37,4% dos habitantes consultam o dentista regularmente e 6,0% da população esteve internado em leito hospitalar nos últimos doze meses. Ainda conforme dados da pesquisa, 24,6% dos habitantes declararam ter alguma doença crônica e apenas 12,9% possuíam plano de saúde. Tratando sobre os domicílios particulares no estado que são cadastrados no programa Unidade de Saúde da Família, 52% destes possuem o cadastro.
Na questão da saúde feminina, 28,5% das mulheres com mais de 40 anos fizeram exame clínico das mamas nos últimos doze meses; 45,9% das mulheres entre 50 e 69 anos fizeram exame de mamografia nos últimos dois anos; e 73,3% das mulheres entre 25 e 59 anos fizeram exame preventivo para câncer do colo do útero nos últimos três anos.

### Educação
| Ano  | IDEB |
| ---- | ---- |
| 2011 | 4,3  |
| 2009 | 3,9  |
| 2007 | 3,6  |
| 2005 | 3,1  |

O Amazonas possui várias instituições educacionais, sendo as mais renomadas delas localizadas principalmente na Região Metropolitana de Manaus e em outras cidades de médio porte. A educação do Amazonas é considerada a quarta melhor do país, comparado à dos demais estados brasileiros, cujo índice, de acordo com dados de 2010, era de 0,561, ficando na vigésima colocação no país e na quinta na Região Norte, ficando atrás do Amapá (0,629), de Roraima (0,628), do Tocantins (0,624) e de Rondônia (0,577), e à frente do Acre (0,559) e do Pará (0,528).
Quando se trata sobre o analfabetismo, a lista de estados brasileiros por taxa de alfabetização, mostra o Amazonas com a décima quarta maior taxa, com 90,40% de sua população considerada alfabetizada. O estado superou-se significativamente nesse ranking na última década. Em 2001, aparecia em décimo quinto lugar, com 15,5% de sua população tida como analfabeta. O estado possui a maior porcentagem, entre os estados brasileiros, de pessoas entre 7 e 14 anos de idade que não frequentam unidades escolares. De acordo com dados do censo de 2010, 8,2% dos habitantes do Amazonas nesta faixa etária encontram-se nesta situação. Entre a população na faixa etária de 15 a 17 anos de idade, 19,6% destes não frequentam unidades de ensino, de acordo com o censo de 2010, colocando o estado na 23ª posição nacional, no ranking que abrangeu todas as 27 divisões administrativas do Brasil. Apenas os estados de Rondônia, Santa Catarina, Mato Grosso do Sul e Acre estão em situação semelhante ou pior. A população do Amazonas em idade escolar alcançava 1 088 463 habitantes em 2010, um total de 31,2%.
No Índice de Desenvolvimento da Educação Básica (IDEB), em 2015, o Amazonas obteve nota 5,0 nos anos íniciais do ensino fundamental, 4,2 nos anos finais do ensino fundamental, e 3,7 no 3º ano do ensino médio. Os municípios do estado que atingiram as melhores colocações na rede pública de ensino, nos anos iniciais do ensino fundamental foram: Boca do Acre (6,1); Manaus (5,5); Parintins (5,4); Beruri (5,3) e Nhamundá (5,3). Nos anos finais do ensino fundamental, na rede pública de ensino, os municípios que alcançaram as melhores posições foram: Parintins (4,6); Boca do Acre (4,5); Envira (4,5); Itacoatiara (4,5), Manacapuru (4,5), Nhamundá (4,5) e Novo Airão (4,5). Nos anos iniciais do ensino fundamental, Pauini foi o município com a pior avaliação educacional, segundo o IDEB, atingindo 2,9 pontos. Nos anos finais do ensino médio, o município que alcançou o pior desempenho foi Fonte Boa, também com 2,9 pontos.
|                                     |  |                                             |
| Centro de Biotecnologia da Amazônia |  | Instituto Nacional de Pesquisas da Amazônia |

A nota média do Amazonas no Exame Nacional do Ensino Médio (ENEM) é de 35,55 na prova objetiva e 57,77 na prova de redação, sendo a maior nota entre os estados das regiões Norte e Nordeste. Em relação ao número de estudantes, 7 463 participaram do ENEM em 2010, sendo que destes, 2 404 eram concluintes do ensino médio e 4 493 egressos. 85,52% do total de estudantes eram oriundos de escola pública. Do total de estudantes do ensino médio em 2010, 44,4% estudavam em período noturno.
O Enem de 2008 identificou que o estado possuía o pior ensino médio público do país, com uma pontuação de apenas 33,48 pontos. A Escola Estadual Indígena Cacique Manuel Florentino Mecuracu, no município de Benjamim Constant, foi identificada pelo Ministério da Educação como a terceira pior escola pública do país. No ano seguinte, 2009, a educação do estado foi identificada novamente como uma das piores no Brasil. A Escola Estadual Indígena Dom Pedro I, em Santo Antônio do Içá, foi identificada como a pior escola pública no país, com 249,25 pontos no Enem, muito abaixo da média nacional de 500 pontos definida pelo Inep.
Neste mesmo ano, das 20 melhores escolas do estado, 16 eram particulares e 4 federais, com destaque para o Centro Educacional Lato Sensu e Fundação Nokia, em Manaus, e o Colégio Nossa Senhora do Rosário e Instituto Adventista Agro Industrial, em Itacoatiara e Rio Preto da Eva, respectivamente. Em números absolutos, o estado possuía 145 181 pessoas com nível superior completo em 2010, um percentual de 5,32%. Há demasiadas instituições de ensino superior no estado. Três delas são de caráter público: Universidade Federal do Amazonas (UFAM), Universidade do Estado do Amazonas (UEA) e Instituto Federal do Amazonas (IFAM).
Entre as principais instituições de ensino superior de caráter privado, no Amazonas, destacam-se o Centro Universitário do Norte (Uninorte), Universidade Nilton Lins, Universidade Paulista (UNIP), Faculdade Metropolitana de Manaus (FAMETRO), Centro Integrado de Ensino Superior do Amazonas (CIESA), Universidade Luterana do Brasil (ULBRA), Fundação Getúlio Vargas, Faculdades Martha Falcão e Faculdade Batista Ida Nelson.

### Transportes

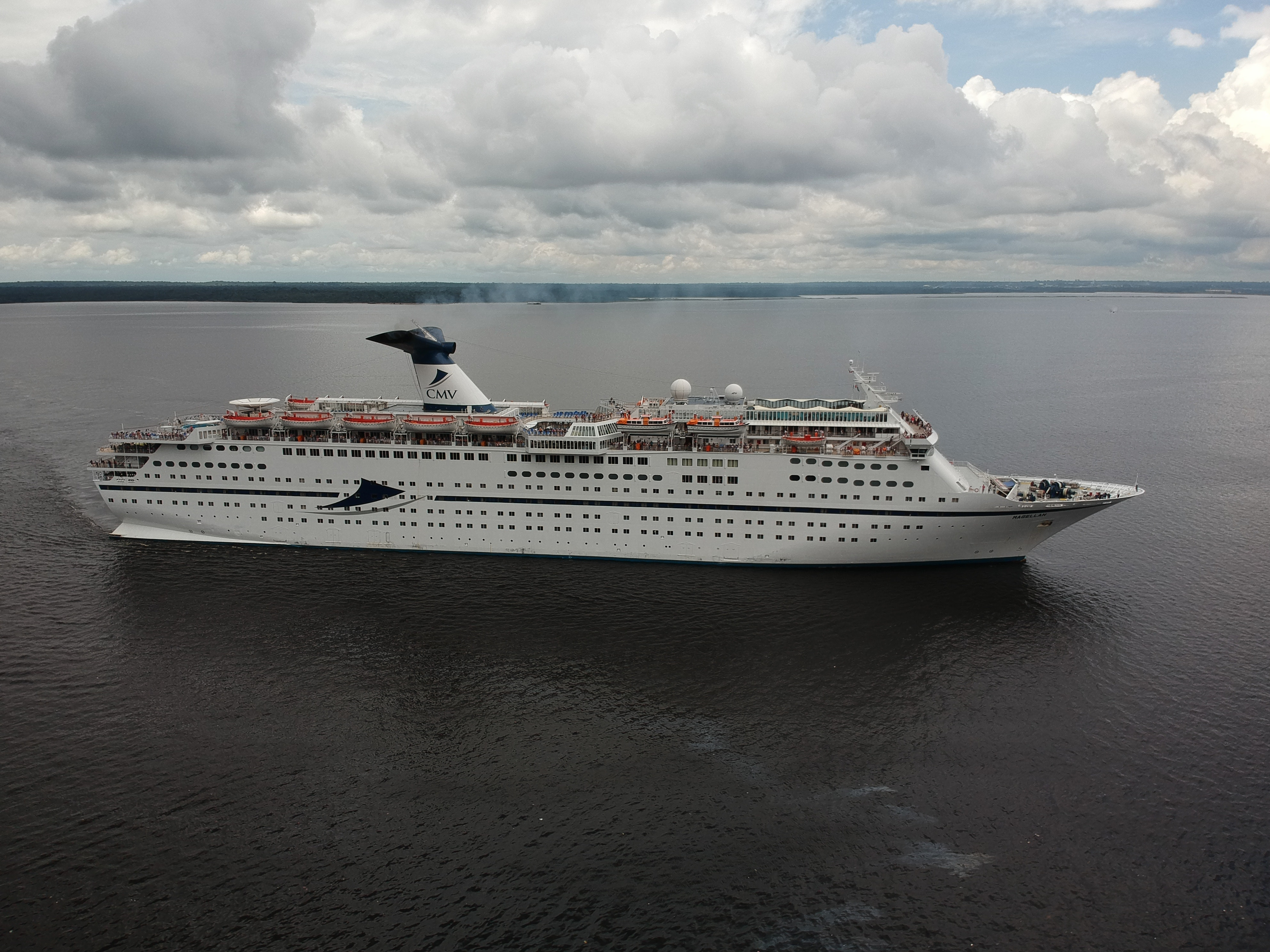
Navio cruzeiro no rio Negro, próximo ao Porto de Manaus

O transporte hidroviário é o mais comum, sendo também o de maior relevância. O estado possui cinco terminais hidroviários, todos localizados na Hidrovia do Solimões-Amazonas: Terminal de Boca do Acre, Terminal de Itacoatiara, Porto de Manaus, Porto de Parintins e Terminal de Humaitá. Todos são administrados pelo Ministério dos Transportes, com exceção do Porto de Manaus.
Todos os municípios possuem pistas para operações de aeronaves, sendo que a maioria é servida por aeroportos, havendo em Manaus e Tabatinga os únicos aeroportos internacionais no Amazonas. Existem também aeroportos regionais, porém em poucos municípios, sendo o Aeroporto Regional de Parintins e o Aeroporto Regional de Coari os mais importantes, além dos aeroportos de Eirunepé, Lábrea e Tefé. Manaus conta com o Aeroporto Internacional Eduardo Gomes, nos moldes dos construídos na década de 1980. É o maior aeroporto da região Norte e o terceiro em movimentação de cargas do Brasil (atrás apenas de Guarulhos e Viracopos). Poucas rodovias são encontradas no estado, e em sua maioria estão situadas nos arredores da capital. A principal destas é a BR-174, principal acesso de Manaus a Boa Vista, capital de Roraima, e também principal via de ligação do Brasil à Venezuela e aos países do Caribe. Outras rodovias de destaque são a BR-319, que se inicia em Manaus e destina-se a Porto Velho, encontrando-se quase que intransitável em muitos de seus trechos devido aos impasses governamentais; BR-230 (Rodovia Transamazônica), iniciando em Cabedelo, no estado da Paraíba, e finalizando em Lábrea; AM-010, de Manaus a Rio Preto da Eva e Itacoatiara; e AM-258, de Manaus a Novo Airão. Há ainda a BR-317, no sul do estado, principal acesso ao Acre e ao Oceano Pacífico, AM-070, AM-174 e AM-254. Grande parte das rodovias situadas no território estadual estão em condições inadequadas de uso.

### Serviços e comunicações
O Amazonas conta com outros serviços básicos. Na capital do estado, Manaus, a empresa responsável pelo abastecimento de água é a Águas de Manaus, que atua na cidade desde junho de 2018 e faz parte do Aegea Saneamento. Outros municípios tem seus próprios Serviços Autônomos de Águas e Esgotos, enquanto outros catorze municípios são atendidos pela Companhia de Saneamento do Amazonas (COSAMA) que, por sua vez, faz parte da administração direta do Governo estadual. Conforme dados de 2009, 83,05% da população estadual tinha acesso à água potável, no referido ano, e 58% tinha acesso à rede de esgoto sanitário. A primeira publicação jornalística no estado do Amazonas surgiu em 1850, ano de sua emancipação política, e chamava-se A Província do Amazonas. O jornal teve pouco tempo de duração, encerrando suas atividades em 1852. Apesar deste ter sido o primeiro periódico a circular na então província, a primeira publicação a ser impressa no estado foi o jornal Cinco de Setembro, que iniciou suas atividades em maio de 1851 e dedicava-se a publicar atos governamentais, tais como anúncios sobre escravos fugitivos e as realizações do Império brasileiro. Em 1854, o jornal renomeou-se para Estrella do Amazonas.
Grande parte dos periódicos que surgiram no Amazonas, no século XIX, exibiam suas publicações em português, por isso viam suas atividades serem ameaçadas, pelo fato de a maioria da população do Amazonas falar o nhengatu naquela época. Além destes dois, destacaram-se ainda os jornais O Argos, publicação lançada em 1870 e defensora dos interesses republicanos, O Abolicionista do Amazonas, cujo surgimento deu-se em 1884 através de um grupo de mulheres que defendia o fim da escravidão na província amazonense, e O Humaythaense, o primeiro jornal registrado no interior do estado, lançado em 1891 em Humaitá, dedicado principalmente à economia da borracha. Também em Humaitá foi notável o jornal O Madeirense.
O jornal mais antigo em circulação no Amazonas é o Jornal do Commercio, fundado em 2 de janeiro de 1904, por J. Rocha dos Santos. É ainda, o jornal mais antigo em atividade na Amazônia e um dos mais antigos do Brasil. A exemplo do Jornal do Commercio, outros jornais impressos de destaque, no estado, são: A Crítica, lançado em 1949 por Umberto Calderaro Filho; Diário do Amazonas, surgido em 1986; Amazonas Em Tempo, fundado em 1988; O Estado do Amazonas, lançado em 2002; e Amazônia Oportunidades & Negócios, também lançada em 2002.

## Cultura
A cultura amazonense tem seu referencial em três raízes étnicas bem distintas entre si, sendo essencialmente de base ameríndia e europeia. A Secretaria de Estado da Cultura é o órgão vinculado ao Governo do Estado do Amazonas responsável por atuar no setor de cultura do estado. Tem como secretário Robério Braga. O estado é sede de importantes monumentos e entidades culturais, como a Academia Amazonense de Letras, fundada em 1918, e a Academia de Ciências e Artes do Amazonas.
Manaus e Parintins possuem traços da imigração japonesa em sua cultura. O Festival Folclórico de Parintins também é um destaque na cultura amazonense, sendo uma grandiosa referência nacional.

### Espaços teatrais
O estado conta com vários teatros. Na capital, destacam-se vários teatros, como o Teatro Amazonas, principal espaço de teatro e patrimônio cultural arquitetônico da região. Sua construção deu-se em 1882, sendo mandado construir pelo governador Eduardo Ribeiro, e foi inaugurado em 1896. É um exemplo da opulência existente no apogeu do ciclo da borracha. O Teatro Amazonas foi tombado como Patrimônio histórico em 28 de novembro de 1966, e sedia eventos artísticos como o Festival Breves Cenas de Teatro, Festival Amazonas de Ópera, Festival Amazonas de Jazz, Festival de Teatro da Amazônia e Amazonas Film Festival. Há também, outros espaços de teatro na capital, Manaus, como o Teatro da Instalação, um edifício oriundo da Belle-Époque e que chegou a sediar a Ópera dos Três Vinténs. Outros espaços teatrais são o Teatro Américo Alvarez, Teatro Gebes Medeiros, Teatro Jorge Bonates e Teatro Luiz Cabral.

### Festivais
Há registros de diversos festivais nos municípios do estado. Muitos dos festivais mostram a influência do folclore da região. O Carnaval de Manaus é realizado todos os anos na cidade, entre os principais eventos estão o desfile de escolas de samba, o tradicional desfile de fantasias, que acontece no Teatro Amazonas, a Banda do Galo, blocos de rua, etc.
Há um grande desfile de escolas de samba em uma passarela construída especialmente para o evento, o Centro de Convenções de Manaus, conhecido popularmente como Sambódromo. O primeiro desfile oficial de escolas de samba em Manaus ocorreu em 1947, sendo que a escola de samba Mixta da Praça 14 de Janeiro foi a campeã. Até 1979 os desfiles eram realizados na Avenida Eduardo Ribeiro. De 1980 a 1990 passou à Avenida Djalma Batista, na Zona Centro Sul, e a partir de 1992 no Sambódromo, que possui a maior capacidade de público do Brasil (mais de 100 mil pessoas), superando os sambódromos do Anhembi, em São Paulo (30 mil), e a Marquês de Sapucaí, no Rio de Janeiro (72 mil). Em fevereiro de 1994, sem verba para transmitir os carnavais do Rio de Janeiro e São Paulo, a TV Manchete opta transmitir na íntegra o desfile das escolas de samba do Grupo Especial de Manaus para todo o Brasil. A pista do sambódromo possui 400 metros de extensão e 12 metros de largura, sendo os desfiles das escolas de samba são quinta (Grupo de Acesso C), sexta (Grupos de Acesso A e B) e sábado (Grupo Especial).
Outro festival de destaque nacional é o Festival Folclórico de Parintins, que se realiza no município de mesmo nome no fim do mês de junho e tem como atração principal a modalidade competitiva entre o Boi Caprichoso, boi preto com a estrela azul na testa, cujas cores são o preto e o azul, e o Boi Garantido, boi branco com o coração vermelho na testa, cujas cores emblemáticas são o vermelho e o branco. O Festival Folclórico de Parintins é tido como o segundo maior evento folclórico e popular do Brasil, perdendo somente para o Carnaval.

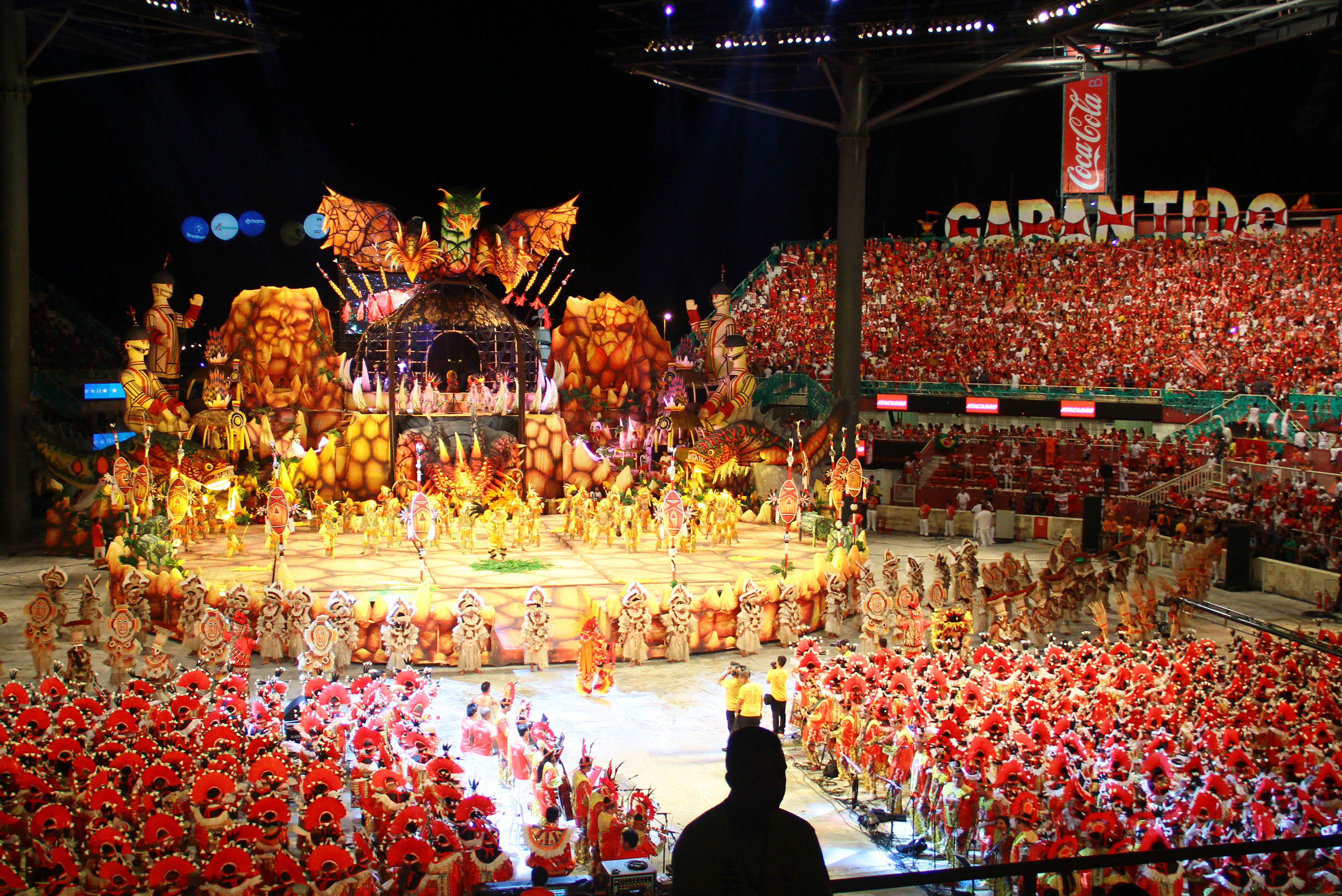
O Festival Folclórico de Parintins é considerado Patrimônio Cultural do Brasil pelo IPHAN.

 O festival é realizado oficialmente desde 1965, embora a criação dos bois é oriunda do início do século XX. Caracteriza-se pela exposição dos ritos, costumes e histórias dos nativos, apresentados pelas duas agremiações folclóricas. Diversos personagens podem ser vistos no festival, entre estes um apresentador oficial, chamado de levantador de toadas; o amo do Boi; a sinhazinha da fazenda; os elementos típicos da região e as lendas da Amazônia; a porta estandarte, a rainha da festa e a Cunhãporanga, um mito feminino folclórico. O Boi Garantido foi criado por Lindolfo Monteverde, descendente de açorianos, em 1913, e o Boi Caprichoso provavelmente foi criado no mesmo ano, por Roque e Antônio Cid, migrantes do Ceará, e Furtado Belém. As duas figuras folclóricas, ao tempo de suas fundações, costumavam brincar em terreiros e saíam nas ruas onde confrontavam-se com desafios e inevitáveis brigas, dando origem à rivalidade existente até os dias atuais. Há registros de outras agremiações folclóricas em Parintins também chamadas de bois, como o Boi Bumbá Campineiro, entretanto, apenas os bois Garantido e Caprichoso permaneceram. A data de realização do evento popular, historicamente realizado nos dias 28, 29 e 30 de junho, foi modificada em 2005 por uma lei municipal, transferindo-o para o último fim de semana do mês.
Há outros festivais nas cidades amazonenses: o Festival de Ciranda de Manacapuru, uma manifestação folclórica realizada desde 1997, que consiste na disputa de cirandas, representadas pelas agremiações Flor Matizada, Tradicional e Guerreiros Mura; o Festival da Canção de Itacoatiara, um festival de música realizado desde 1985 em Itacoatiara; a Festa do Guaraná, uma manifestação folclórica que apresenta lendas e mitos indígenas do Amazonas, em Maués; o Festival do Mestiço, realizado nas cidades de Autazes, Careiro da Várzea e Manaus e a Festa da Melancia, realizada em Manicoré.

### Turismo e artesanato
O Amazonas recebeu o prêmio de melhor destino verde da América Latina, prêmio este concedido em votação feita pelo mercado mundial de turismo, durante a World Travel Market, ocorrido em Londres em 2009. Em pesquisa realizada em 2018 e 2019, a taxa de satisfação dos turistas de navios cruzeiros que passaram pelo Amazonas alcançou o percentual de 77,38%. Os turistas entrevistados em um estudo realizado pela Empresa Estadual de Turismo do Amazonas (Amazonastur) responderam a um questionário contendo 16 itens, entre comidas regionais, internet, opções de lazer, informações turísticas, bares e restaurantes. Entre os pontos melhores avaliados pelos visitantes, em passagem pelo estado, estão: comida típica (98,34%); opções de lazer (96,22%); informações turísticas (95,85%); internet (91,47%); Centro de Atendimento ao Turista (89,15%); bares e restaurantes (88,25%) e segurança pública (87,23%).
Manaus, capital estadual, é tida como o 7.º melhor destino turístico no Brasil, conforme pesquisa do TripAdvisor, anunciada durante a 5ª edição do Travelers Choice Destinations em 21 de maio de 2013. De acordo com a pesquisa, os maiores atrativos são os hotéis de selva, museus e atrativos naturais, como reservas florestais. O artesanato do estado é originalmente de cultura indígena e possui traços da biodiversidade da Amazônia. Usa-se objetos e utensílios pessoais e domésticos, oriundos da floresta, como sementes de frutos, folhas, penas de aves, raízes, fibras vegetais, palhas e outros elementos da natureza. A produção do artesanato dar-se-á em aldeias indígenas das tribos Tukano, Dessana e Baniwa, no Alto Rio Negro, e da tribo Tikuna e Kokama, no Alto Solimões. Também há incentivo ao artesanato produzido por famílias ribeirinhas e caboclas, que geralmente vivem afastadas dos centros urbanos do estado. Além do artesanato feito com utensílios modelados da floresta, também é possível encontrar produtos e cosméticos naturais produzidos a partir destas ferramentas, em formato artesanal.
Há espaços dedicados à comercialização do artesanato, assim como a divulgação deste como parte de cultura. Um destes espaços permanentes são a Central de Artesanato Branco e Silva, o Mercado Municipal Adolpho Lisboa, o Centro Cultural Povos da Amazônia, a Praça Tenreiro Aranha e a Praia da Ponta Negra. Também realiza-se no Amazonas, anualmente, a Feira de Artesanato de Parintins e a Feira de Artesanato Mundial.

### Culinária e frutos
A culinária amazonense preservou as origens ameríndias, tendo sofrido pouca influência europeia e africana.[carece de fontes?] Os principais ingredientes usados na composição dos pratos típicos do Amazonas são os peixes de água doce, a farinha de mandioca (também chamada de farinha do Uarini), jambu, chicória e frutas regionais.[carece de fontes?]

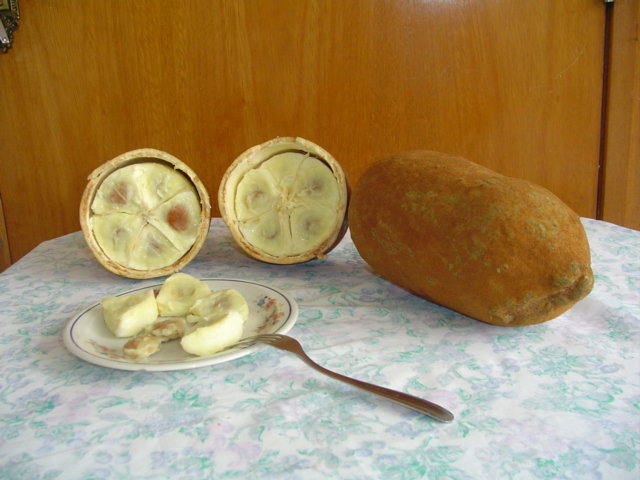
Cupuaçu, fruto típico da Amazônia

Por estar situado na maior bácia hidrográfica do planeta, o Amazonas possui mais de duas mil espécies de peixes. O pescado é usado na maior parte da culinária típica da região, hábito este influenciado pelos costumes ameríndios e europeus.[carece de fontes?] Além do pescado, a mandioca também é muito usada nos pratos típicos amazonenses, sendo uma influência indígena com técnicas de plantio e cultivo.[carece de fontes?] Entre os pratos tradicionais do estado, estão o Pirão, Tacacá, Caldeirada, Tucupi, X caboquinho, Chibé, Pirarucu à casaca,  Leite de castanha, Paxicá e Tucunaré de Forno.[carece de fontes?] O Amazonas, assim como a Amazônia, apresenta mais de uma centena de espécies comestíveis, as denominadas frutas regionais, e em muitas vezes apresentando um exótico sabor para as suas sobremesas. Concentra a maior diversidade de frutas do mundo. O açaí, fruto oriundo de uma palmeira amazônica, é o mais conhecido no mundo, em grande parte devido ao suco feito com a polpa do fruto, conhecido como "vinho de açaí" e comercializado em lojas no Brasil e exterior. O Araçá-boi é outro fruto nativo do Amazonas e da Amazônia Legal que tornou-se bastante apreciado pelo mercado internacional. O cupuaçu, fruto amazônico também muito conhecido, pertence à família das esterculiáceas e acredita-se ser parente do cacau. O fruto é comumente usado para a fabricação de balas, bolos e tortas, além de refrescos, sorvetes e cremes.
Outros frutos de origem amazônica são o guaraná, o bacuri e o buriti. O guaraná é um arbusto cultivado principalmente em Maués, pertencente à família Sapindaceae. O fruto possui grande quantidade de cafeína e estimulantes, sendo usado na fabricação de xaropes, pós e refrigerantes. O bacuri é um fruto com polpa agridoce e ainda em ascensão. O buriti, além de cosmetível, é usado principalmente na fabricação de cosméticos e remédios. Há outros frutos, tais como o tucumã, pupunha, graviola, Bacaba, patauá, marimari e Camu-camu.

### Esportes

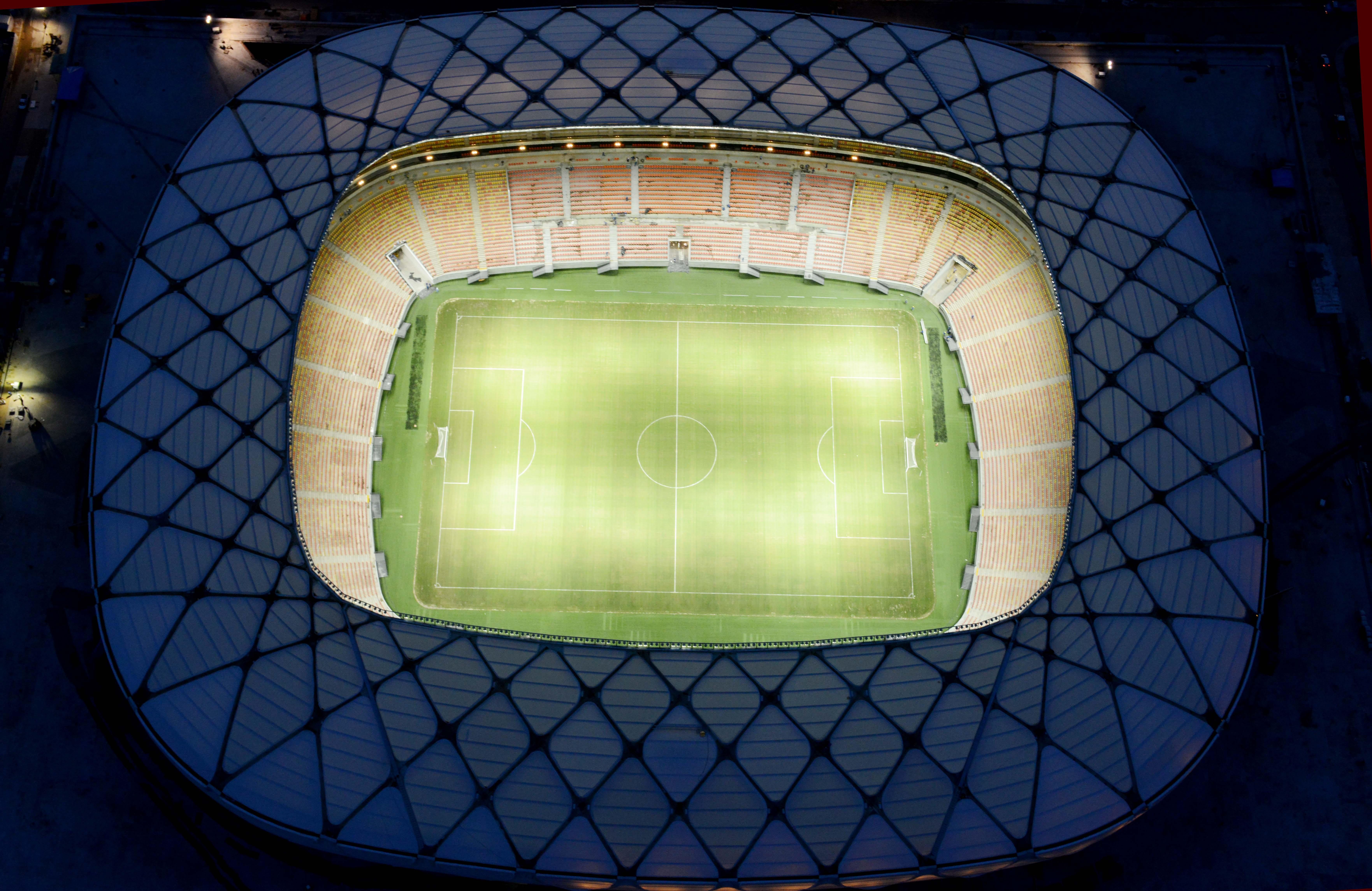
Vista aérea da Arena da Amazônia, em Manaus, uma das sedes da Copa do Mundo FIFA de 2014 e dos Jogos Olímpicos de 2016

Na área esportiva, a Secretaria de Estado da Juventude, Desporto e Lazer (SEJEL-AM), é o órgão do governo estadual com a missão principal de estabelecer diretrizes, desenvolver e executar ações relativas à prática de esporte no estado. Desde 1914, o estado realiza o Campeonato Amazonense de Futebol, sob responsabilidade da Federação Amazonense de Futebol, existente desde 26 de setembro de 1962. O evento teve caráter amador até 1963, e passou a ter caráter profissional a partir de 1964. Antes da criação da Federação Amazonense de Futebol, os campeonatos e demais eventos esportivos no estado eram administrados por ligas. A primeira delas, Liga amazonense de Foot-ball, foi fundada em 15 de janeiro de 1914 e em 1916 passou a chamar-se Liga Amazonense de Sport Athléticos (LASA), tendo durado até 1917. Após esta, criou-se a Federação Amazonense de Desportos Atléticos (FADA). Há alguns clubes de futebol sediados no estado conhecidos em âmbito regional e nacional, sendo os principais o Nacional Futebol Clube, São Raimundo Esporte Clube, Fast Clube, Atlético Rio Negro, Princesa do Solimões, Sul América Esporte Clube, Nacional Borbense, Iranduba, Operário, Manaus Futebol Clube, Amazonas Futebol Clube, dentre outros. Entre estes clubes, o detentor do maior número de títulos no Campeonato Amazonense de Futebol é o Nacional Futebol Clube, seguido por Atlético Rio Negro, São Raimundo, Fast Clube e Sul América. Acredita-se que 1906 foi o primeiro ano em que partidas de futebol foram registradas no Amazonas. Essas partidas ocorreram no Campo do Parque Amazonense, onde atualmente encontra-se o Parque dos Bilhares, e foram iniciativas de marinheiros, empresários e despachantes britânicos que imigravam para o Amazonas. Nesse mesmo espaço também ocorreram outras atividades esportivas, como corrida de cavalos. O primeiro estádio de futebol de grande porte construído no estado foi o Estádio Vivaldo Lima, inaugurado em 5 de abril de 1970 e conhecido também como Coliseu do Norte, Tartarugão e Vivaldão. O estádio foi remodelado em 1995 e demolido em 2010, para a construção da Arena da Amazônia, que sediou partidas da Copa do Mundo de 2014.
O estado é o único no Brasil a realizar a Copa Indígena, evento esportivo que tem como alvo os Povos Indígenas do Amazonas. O evento foi iniciado a partir de 2009. A Copa Indígena consiste na disputa de clubes de futebol formado apenas por etnias indígenas que disputam entre si. Outros eventos esportivos são realizados e sediados no estado, como os Jogos Escolares do Amazonas (JEA'S), que consiste na disputa entre escolas, públicas e privadas, em várias modalidades esportivas como torneio de vôlei de praia, torneio de futsal, torneio de voleibol, entre outros. Nos últimos anos, o atletismo, o judô e o tênis de mesa, regulamentados pela Federação Amazonense de Atletismo (Feama), Federação Amazonense de Judô (Fejama) e Federação de Tênis de mesa do Amazonas (Ftma), respectivamente, ganharam bastante espaço entre os esportes no Amazonas. Outras modalidades esportivas que também ganharam espaço nos últimos anos são as Artes marciais mistas, em especial o Jiu-jitsu, taekwondo, boxe e Muay thai. O Muay thai é regulamentado pela Federação Amazonense de Boxe Tailandês-Muay Thai (FABT) e reconhecido no estado desde 1987. O lutador José Aldo, um dos maiores lutadores brasileiros na modalidade, é natural do estado. O Amazonas já sediou eventos esportivos internacionais, como a Copa América masculina de Vôlei em 2007, o Pan-Americano Cadete de Luta Olímpica em 2010 e o Ultimate Fighting Championship (UFC) em 2012. A capital do Estado também possui um complexo olímpico de esportes, a Vila Olímpica Danilo Duarte de Mattos Areosa, gerida pelo Governo do Estado. Manaus foi uma das cidades-sede da Copa do Mundo de 2014.

### Feriados
No estado do Amazonas, há dois feriados estaduais: o dia 5 de setembro, em homenagem à Elevação do Amazonas à categoria de província, ocorrida em 1850, e o dia 8 de dezembro, em homenagem à Nossa Senhora da Conceição, padroeira do estado.